# 京成バス千葉イースト千葉南営業所
京成バス千葉イースト千葉南営業所（けいせいバスちばイーストちばみなみえいぎょうしょ）は、千葉県千葉市緑区辺田町にある京成バス千葉イーストの営業所。旧・千葉中央バスの営業所。
本項では、同じく旧・千葉中央バスの営業所であり、千葉県千葉市緑区大野台1丁目6番18号にある大野台営業所（おおのだいえいぎょうしょ）および千葉県いすみ市苅谷278番1号にあるいすみ営業所についても扱う。

## 現行路線（一般路線バス）

### 千葉南営業所管内

#### 白旗・JFEスチール線

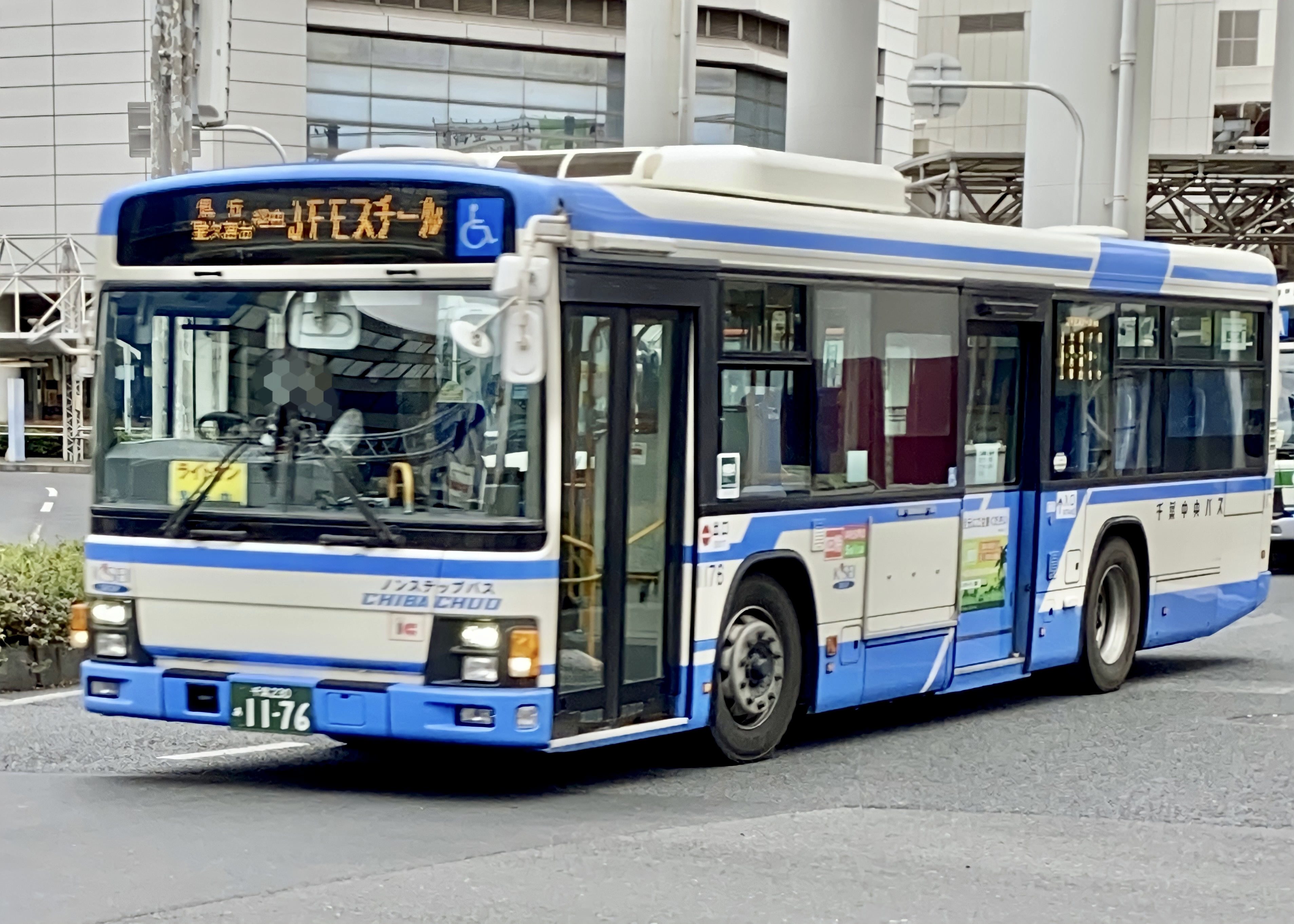
千葉駅を発車するJFEスチール行き

- 千葉駅 → 県庁 → ハーモニープラザ → 星久喜台 → 大森台駅 → 白旗 → 蘇我駅入口 → JFEスチール（土日祝日早朝1便のみ）

白旗地区の宅地化を受け、昭和20年代に開通した路線である。戦前からのエリアである大網街道を大きく外れ、近距離の住宅輸送を行ったのはこの線がはじめてである。1955年ころから川崎製鉄（現・JFEスチール）への運行も始まり、最盛期には千葉営業所の中で最も利用者の多い路線であった。
休日ダイヤの際は千葉駅方面行のみ県庁前 - 京成千葉駅経由 - 中央二丁目 - 千葉駅となっていた時期があった。
しかしやがて川鉄発着便の利用者が減少し、昭和60年代に入って一部の便を蘇我駅に振り向けるなどしたがさほど効果はなく、さらに京葉線の蘇我乗り入れ、千葉急行線（現・京成千原線）の開通により、全線にわたって乗客が減少した。その結果、2004年4月16日の改正で大幅減便され、2009年1月19日の改正でもさらに半数近くの便が削減されたのち、2010年1月21日に千葉駅 - 星久喜台 - 白旗 - 蘇我駅東口系統は廃止となった。
「千葉駅〜星久喜台」間は川戸線、「ひまわり幼稚園〜白旗」間は蘇我鎌取線、「白旗〜宮崎公民館」間は花輪線との並走区間となっており、当路線の独自区間は「宮崎公民館〜JFEスチール」間のみとなっている。現在は「蘇我駅入口〜JFEスチール」間の路線免許維持等の理由で、千葉駅発JFEスチール行きを土休日の朝一便のみの運行を続けている。

#### 東金線・北大宮台線

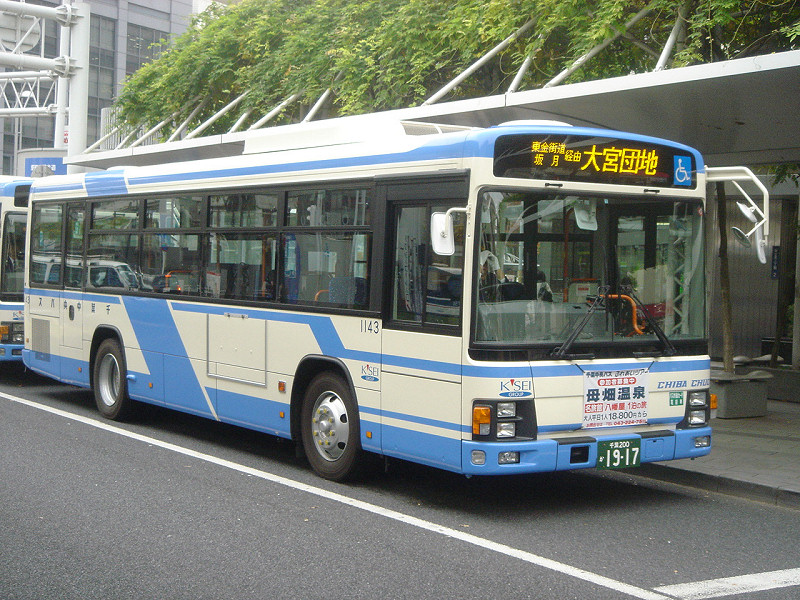
千葉駅に停車中の東金線車両

- 千葉駅 - 旭町 - 坂月 - 大宮団地（東金線）
- 千葉駅 → 旭町 → 坂月 → 大宮団地 → 大宮市民の森（東金線深夜バス）
- 千葉駅 - 旭町 - 北大宮台 - 大宮団地（北大宮台線）

東金線は、千葉駅から若葉区にある大宮団地までの旅客輸送の主力路線であり、その路線の大半は国道126号（東金街道）を走行し、成東営業所・中野営業所の千葉線と重複している。
大宮団地のバス輸送は後述する大網街道経由1路線で始まったが、わずか数年でその輸送量が限界に達したため、1966年6月10日から新たに東金街道経由の運行が開始されることとなった。この間に団地では新路線の開通促進運動が起こり、これに対し東洋交通と京成電鉄の2社が相次いで東金街道回りの路線免許を申請した。東洋交通は1956年から大宮団地周辺において、京成は戦前から東金街道において営業しており、互いにそれぞれのエリアへの他社乗り入れは容認できないとの立場であったが、陸運局は団地のバス輸送の改善が急務であるとして競合申請としては異例のスピード処理により免許を両社に下すこととなった。この際の条件は、京成電鉄35往復・東洋交通8往復、東洋交通は東金街道上では2停留所以外を通過するというものである。
その後、1968年から1971年の間に京成が撤退し、東洋交通単独の各停運行となった（これとの関係は不明であるが、東洋交通の京成グループ加入は1969年である）。また当初は団地周辺の道路整備が進んでおらず、現在の北大宮台経由に近いルート（北大宮台の西側を回り込むルート）で運行していたが、昭和40年代後半に現行の坂月橋経由となっている。

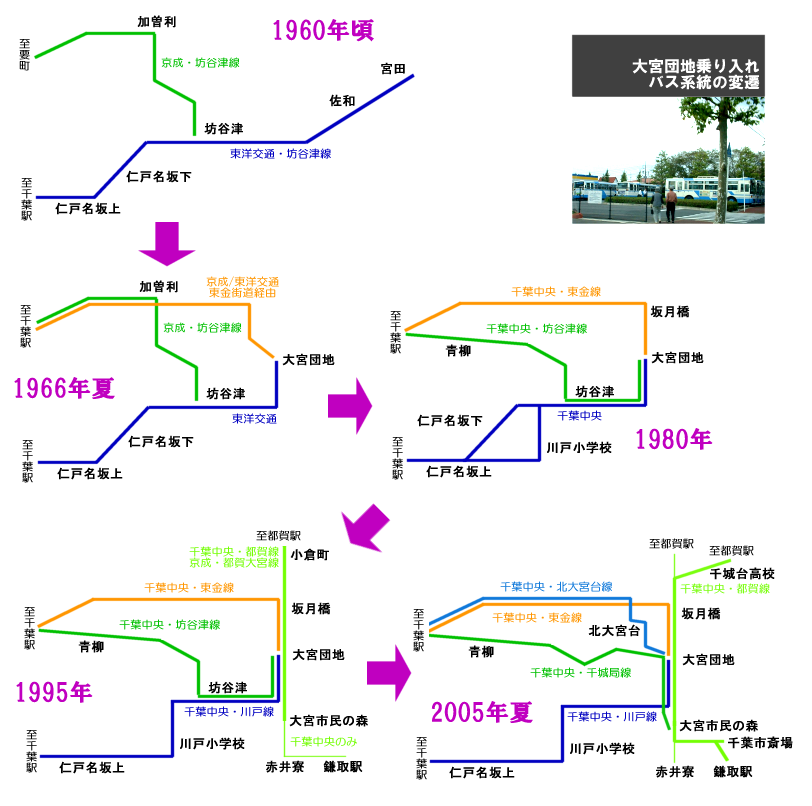
大宮団地乗り入れ路線の変遷

ダイヤに関しては、その後大網街道経由とほぼ同数まで増えたのち、1982年の改正で大幅増便されて比率が高くなった。1990年9月17日からは深夜バスの運行も開始した。しかし1990年代後半頃より減便傾向にあり、北大宮台経由便の創設もあってデータイムは1時間に2本程度となっている。
北大宮台線は、東金線の支線的位置づけであり、従来から同線利用者の多かった新大宮や北大宮台の住宅地を細やかに経由していく。2000年6月1日に開設され、東金線はその分が減便となっている。
2023年3月16日より、ちばフラワーバス（現・成東営業所、中野営業所）との重複区間（千葉駅 - 坂月橋間）での共通定期券制度が開始された。

#### 千城局線
- 千葉駅 - 旭町 - 千城局 - 北大宮台西 - 大宮団地 - 大宮市民の森
- 千葉駅 - 旭町 - 千城局 - 千葉大宮高校 - 北大宮台西 - 大宮団地 - 大宮市民の森

千城局線は、千葉駅からしばらくは上記2線と同じく東金街道を走り、若葉区に入るとまもなく街道を外れ、大宮町（旧・千城村）の中心部を抜けて団地へと向かう路線である。独自区間である和田新道 - 北大宮台西間では、大変狭い道路を走行するため、下り便はすれ違い可能な道幅の地点で上り便の通過を待つ光景が見られる。
この線はもともと1955年7月15日に、京成電鉄によって坊谷津線として要町 - 千城局 - 坊谷津（現在の坊谷津停留所かは不明）間で開通し、昭和40年代に国鉄千葉駅 - 千城局 - 坊谷津 - 大宮団地に延長されるとともに東洋交通に移管されたものである。その後、2000年6月1日の改正によりこの線も北大宮台側を回るようになり団地への到達時間が短縮された。この改正で終点が大宮市民の森に変更されているが、これは大宮台南側の大宮台三丁目、東山科入口の2停留所からも引き続き利用できるよう配慮したためである。
2006年5月21日の改正で、千葉大宮高校経由便および同校までの折り返し便が新設された。これは2007年度に同校が通信制独立校としてリニューアルするのに備えたルート変更であり、折返所用地には使用頻度の少なくなった運動施設の一部が転用された。通信制独立校のため平日は通学生の姿はほとんど見られないが、休日を中心に行われるスクーリング授業の日は多くの通学生の利用がある。そのため時刻表には掲載されない臨時便ダイヤが設定されている。
2000年の改正以後、東金線は減便が続いているのに対し、千城局線は東金街道の渋滞を一部避けられることからも利用価値が高まり増便傾向にある。2009年1月の営業所移転時のダイヤ改正でも多少の増便が行われた。

#### 川戸線

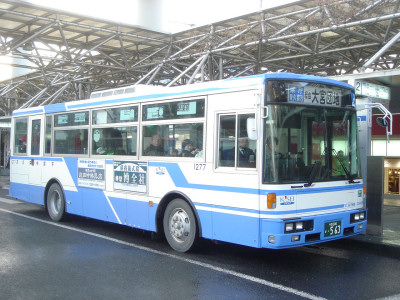
千葉駅に停車中の川戸線車両

- 千葉駅 - 星久喜台 - 川戸（東） - 大宮団地

川戸線は、大網街道を経由して大宮団地に至る線である。乗客向けには「星久喜台経由」の案内が用いられる。
団地の入居が本格的に始まる前の大宮地区には、1956年より坊谷津線（千葉駅 - 仁戸名坂下 - 坊谷津）が運行されており、最盛期には佐和・川井十字路を経て宮田に至っていた。大宮団地における最初のバスはこの路線をベースとし、千葉駅 - 星久喜台 - 仁戸名坂下 - 坊谷津 - 大宮団地というルートで昭和30年代後半に運行を開始した。しかしこのルートでは仁戸名付近の道幅が狭いため満足な運行ができず、住民からは増便を望む声がたびたび上がっていた。
1966年に東金街道経由が開通すると団地のバス輸送はようやく改善へと向かい始め、その後、大網街道側においても現行の川戸小学校回りの便においてワンマン運転が開始された。こうして星久喜台経由は、開通当初からのツーマン路線である仁戸名坂下回りと、ワンマン路線である川戸小学校回りの2ルートとなってしばらく運行されていたが、ワンマン化の進展に伴い昭和50年代後半に前者が廃止され、現行の1ルートのみとなった。
現状では利用客数の減少で運行回数も減少傾向であり、土休日ダイヤでは基本的に毎時1本の運行になっている。

#### 花輪線
- 千葉駅 - 末広町中央 - JFE体育館 - 千葉メディカルセンター - 蘇我駅東入口 - 蘇我病院 - 蘇我中学校 - 白旗 - 大森町 - 赤井町 - 花輪

千葉市中央区南部の大森・赤井・花輪の各町へ向かう路線である。この地域は古くから農村集落として発展してきたところで、現在も昔のまま道幅の狭い箇所が多い。このため中型車で運行されている。

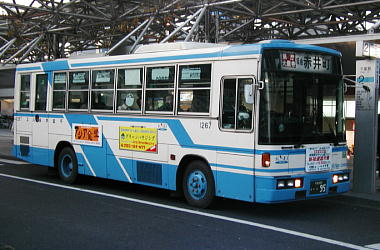
廃止された赤井町線

この線の原型は「大巌寺線」という昭和30年代初頭に開通した路線で、当時は全便が西千葉寺付近から南下する道路を経由し、赤井町経由平山（現・赤井交差点）発着便、赤井町・花輪経由療養所（現・千葉東病院）発着便、大巌寺までの折り返し便があった。また少なくとも1959年の時点においては、平山、療養所発着便にそれぞれ大巌寺経由、大森町経由があった。赤井・花輪地区にとっては初めてのバス路線であり、千葉市街から当時人口増加の著しかった宮崎・白旗地区へのバイパス線の役割も担った。
その後、詳細な経緯は不明だが、昭和40年代までに赤井町 - 平山、および花輪 - 療養所の区間が廃止され、さらに昭和60年頃までに千葉駅 - 千葉寺坂上 - 大巌寺 - 赤井町、千葉駅 - 千葉寺坂上 - 大森町 - 赤井町 - 花輪の2系統で運行されるようになった。前者はほとんどの区間で小湊鉄道の千葉駅 - 淑徳大学大巌寺線と重複する路線であった。
その後、2001年5月16日に末広街道を走る向台線が廃止されたことに伴い、花輪線が末広町経由に変更され、同時に赤井・花輪地区から蘇我駅（東入口）へのアクセス手段となった。一方、赤井町線は従来のルートのまま引き続き小湊鉄道の淑徳大学大巌寺線との競合が続いていたが、同社の路線に比べ本数面で不利な状況であったため、2007年12月28日の運行を最後に廃止となった。

#### 松ヶ丘線・ポートタワー線

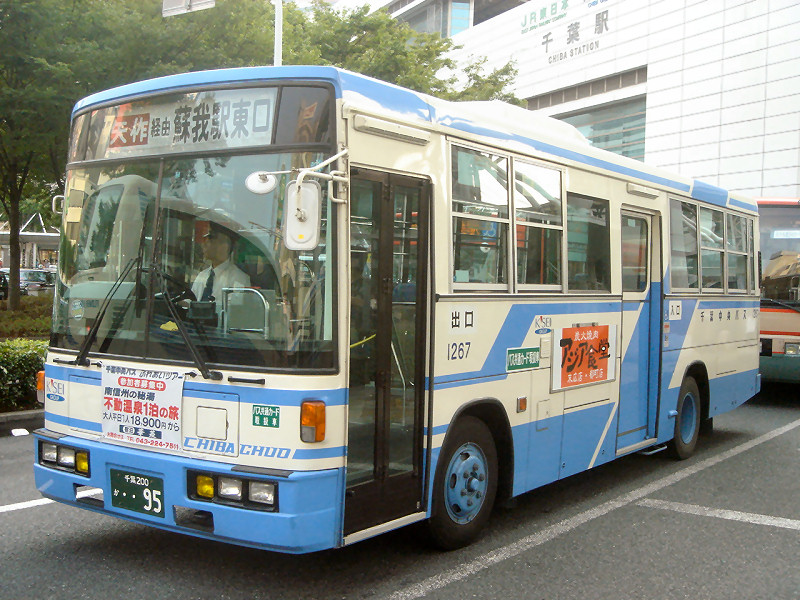
千葉駅を発車する松ヶ丘線の車両

- 千葉駅 - 大和橋 - 病院下 - 矢作 - 北星久喜 - 松ヶ丘十字路 - 宮崎台 - 蘇我駅東口（松ヶ丘線）

《小湊鉄道と共同運行》
- 千葉駅西口 - 新町 - 福祉センター - 市役所南口 - 千葉みなと駅 - 千葉ポートタワー（ポートタワー線）

松ヶ丘線は、千葉駅から矢作を経由して蘇我駅東口に至る系統と、千葉駅西口から千葉みなと駅を経由してポートタワーに至る系統からなる路線である。千葉駅 - 蘇我駅東口の系統は小湊鉄道と共同運行している。
この路線の大和橋 - 矢作間は、国道126号（東金街道）の旧ルートである。かつてこの区間には京成電鉄が東金、八街などへ向けて多くの路線を走らせていたが、新道の開通により昭和40年代半ば頃に京成の路線はそちらへと移ってしまった。このため旧道に代替路線を走らせる必要が生じたのが松ヶ丘線開通のきっかけのひとつとなっている。この旧道沿線と蘇我側の宮崎地区に住宅が多くあり、利用者も両端部に偏っている。一時期は千葉駅発の最終便が松ヶ丘十字路止まりであった。
しかし最近では路線のほぼ中間に位置する星久喜町周辺で宅地開発が進み、千葉駅・蘇我駅両方面への需要が高くなっていることから、2013年8月24日のダイヤ改正で増便した上で千葉駅・蘇我駅発とも最終便の時刻繰り下げを行った。
ポートタワー側はもともと市役所線として、千葉市役所新庁舎の完成した1970年頃に千葉駅 - 市役所（現・市役所南口）として開通し、その後一部便が県立美術館まで延長されたのち、1986年3月3日の京葉線開通と同時に千葉駅 - 千葉みなと駅 - 県立美術館となった。さらに3ヵ月後のポートタワー開館にあわせ、同年6月16日にポートタワーまでの延長と松ヶ丘線との統合が実施され、一部便で蘇我駅 - ポートタワーの直通運転が始まった。しかしモノレール千葉みなと駅の開通以降は利用者が減少し、千葉中央バスでは直通運転を取りやめた上で最小限の本数での運行となった。
2023年5月1日、小湊鉄道が千葉駅西口 - ポートタワーの系統から撤退したことで、ポートタワー線と松ヶ丘線との直通運転が消滅した。

#### 蘇我鎌取線
- 蘇我駅東口 - 富士見台 - 白旗 - 大森台駅 - 千葉県がんセンター - 千葉南高校 - 鎌取駅

蘇我鎌取線は、両駅間を白旗、大網街道経由で結ぶ路線である。開通したのは京葉線東京開通から半年が過ぎた1990年10月1日のことである。当初の運行区間は鎌取車庫（現・鎌取インター）までであり、このことからもわかるように、蘇我駅と大網街道の松ヶ丘・仁戸名周辺との連絡に重点が置かれている。2001年5月16日に鎌取駅まで延長された。なお、蘇我駅の乗り場は当初は千葉銀行近くの路上にあったが、駅前の整備によりバスロータリー内に移動している。小湊鐡道の蘇我駅東口 - 千葉南高校（蘇02系統）とほぼ同ルートを通るが、蘇我駅東口と千葉南高校のバス停は共同使用ではなく共通定期券の取り扱いがないため共同運行ではない。

#### 大学線
- 蘇我駅東口 - 宮崎一丁目 - 千葉寺駅 - 芸術文化ホール - 中央博物館 - 大学病院

《小湊鉄道と共同運行》
蘇我駅から千葉寺駅、青葉の森に、周辺の新興住宅地を経由して大学病院まで運行する路線である。大学病院の構内に京成以外のバスが入るのはこの路線が初めてである。1999年の開通時は京成・小湊・千葉中央の3社体制であったが、2001年に京成は運行を取りやめている。
この線の開通に際して停留所名の整理が行われた。赤井町線との並行ルート上にあった「川鉄六寮」停留所は、小湊にあわせる形で「川鉄寮前」に改称され（現在は「水道局」）、大網街道上にあった「芸術文化ホール」停留所は、大学線のホールにより近い場所に「芸術文化ホール前」停留所が開設されたため「ハーモニープラザ」に改称された。

#### 青葉の森公園線
- 博物館・文化ホール → 青葉病院南 → 中央博物館 → 芸術文化ホール → ハーモニープラザ → 千葉寺 → 県庁 → 千葉駅

青葉の森公園に沿って走り、千葉寺を経由したのち千葉駅に向かう路線であり、白旗線が大幅減便された2004年4月16日の改正時に開通した。千葉駅から中央博物館へは、すでに京成バスやちばシティバス（現・新港営業所）の路線が通っており、この線はそれらに比べ若干遠回りではあるが、博物館により近い場所に停留所が設けられている。終点付近には、芸術文化ホール、中央博物館、博物館・文化ホールと、紛らわしい名前の停留所が並んでおり、方向幕やバス停における行先案内は「中央博物館」としていた。
2007年9月29日のダイヤ改正で、日中30分間隔から60分間隔に減便された。2013年4月16日のダイヤ改正で平日1往復と土休日の1往復半（中央博物館から千葉駅方面に2本）のみになり、さらに現在では土休日に博物館・文化ホール発千葉駅行きが1本運行されるだけとなった。

#### 大網線・千葉リハビリ線

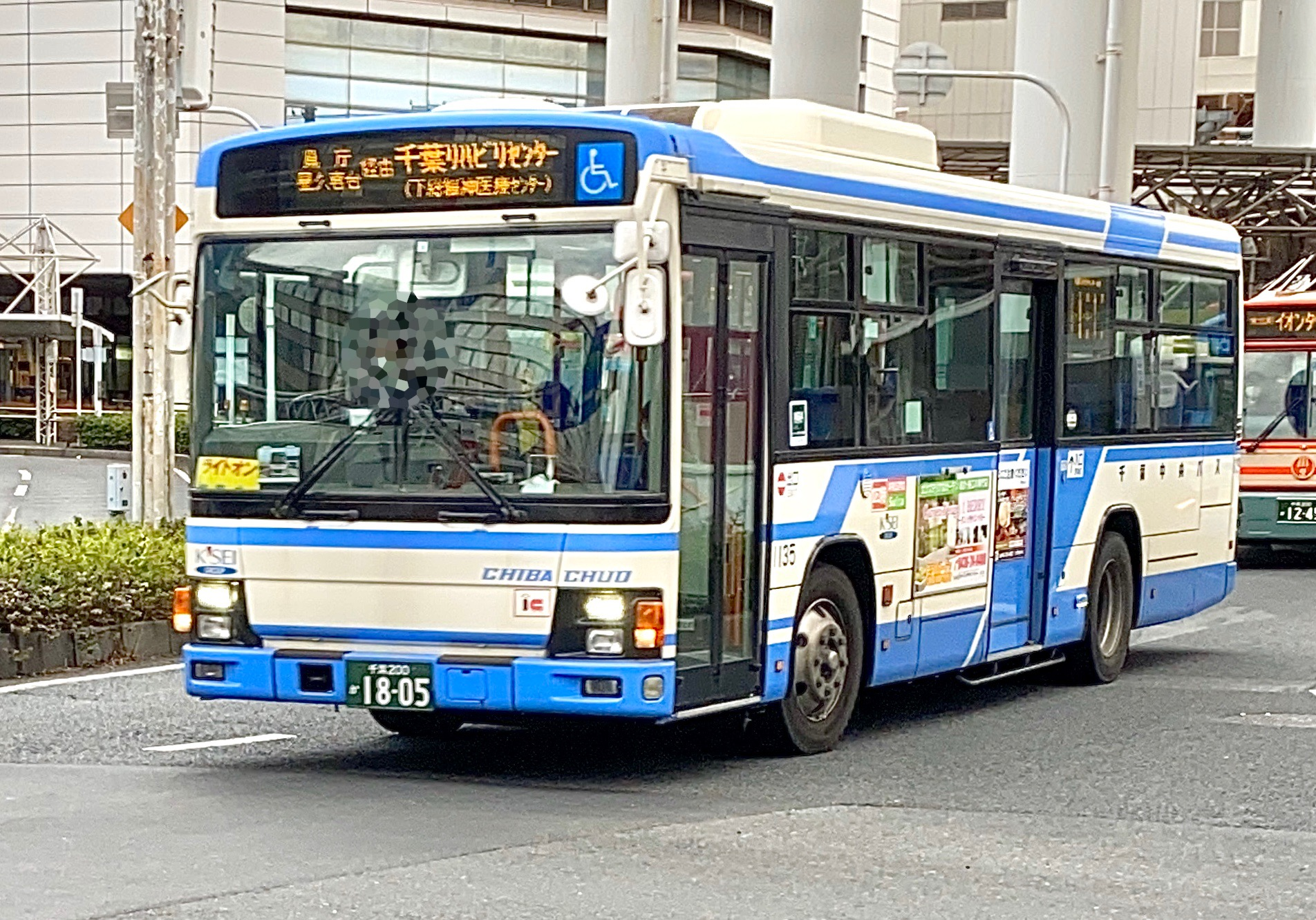
千葉駅を発車する千葉リハビリ線

- 千葉駅 - 星久喜台 - 鎌取インター - 鎌取駅 - 誉田駅（大網線・朝夕のみ）
- 千葉駅 - 星久喜台 - 鎌取インター - 鎌取駅 - 千葉南営業所（千葉リハビリ線）
- 千葉駅 - 星久喜台 - 鎌取インター - 鎌取駅 - 千葉リハビリテーションセンター（千葉リハビリ線）
- 鎌取駅 - 下総精神医療センター - 千葉リハビリテーションセンター（千葉リハビリ線）
- 鎌取駅 - 誉田駅 - 村境 - 土気駅 - 小食土 - 大網駅（大網線）
- 誉田駅 → 鎌取駅南口（大網線）

大網線・千葉リハビリ線は、千葉南営業所では本線格の路線で、主に大網街道上を運行する。鎌取駅 - 大網駅間を結ぶ便（誉田駅・土気駅で折り返す便を含む）を大網線、千葉駅と千葉営業所および千葉リハビリセンターを結ぶ便（鎌取駅で折り返す便を含む）を千葉リハビリ線と称している。以前は土休日の早朝1本のみ、大網駅 → 小食土 → 土気駅 → 村境 → 誉田駅 → 鎌取駅 → 星久喜台 → 千葉駅間を直通する快速バスを運行していたが、2018年7月21日のダイヤ改正において廃止となり系統消滅した。
誉田駅 - 野田十文字間は大正時代から営業している区間であることから、大網線は同社の中で最も古い路線の1つということもできる。ただし戦前は本千葉 - 誉田 - 茂原という運行が主であり、千葉 - 大網間がつながったのはそれより後のことである。その時期は千葉市の資料から1948年以前ということしか分からないが、土気 - 大網間は1939年の時点で千葉郊外自動車の路線が通っていたことが『千葉県史』にて確認できる。
現在、最も本数が多いのは千葉駅 - 鎌取駅 - 千葉南営業所間の便で、日中でも毎時5 - 6 本程度の運行が確保されている。現在はこれが千葉駅側の最も短い折り返し便であるが、1950年代頃にはさらに千葉寄りで折り返す便があり、その中で療養所（現・千葉東病院）発着便は本数が多く、昭和30年代頃までの市街地側の輸送の主な部分を担っていた。しかし昭和40年代に入る頃からさらに鎌取側へと市街化が進み、川鉄仁戸名寮・赤井寮のような大規模住宅も建設された。これに応じて運行区間を拡大した鎌取車庫（現・鎌取インター）発着便ができ、さらに2006年3月27日の改正で鎌取車庫 - 鎌取駅間が、2009年1月19日の改正で鎌取駅 - 千葉営業所（現・千葉南営業所）間が延伸された。
誉田駅 - 大網駅間は利用者が少なく、近年は徐々に本数が減らされている。2009年1月19日に営業所が鎌取へ移転したことから、鎌取駅 - 誉田駅、鎌取駅 - 大網駅の便が新設された。さらに2011年9月7日の改正では鎌取駅 - 土気駅の便が新設されると同時に、日中は定時性の確保から鎌取駅で運行を分離し、千葉駅 - 千葉南営業所と鎌取駅 - 誉田駅・土気駅・大網駅とした。現在では鎌取駅 - 土気駅は、平日は1日8本、土休日は1日5本の運行、土気駅 - 大網駅間は1日2本の運行となっている。
大網線にはかつて、ルートから一部外れる便がいくつかあった。1980年代に廃止されたものとして、京成千葉駅（現・千葉中央駅）経由便、厚生年金休暇センター（敷地内）経由便がある。また越智町にある靴下団地内に立ち寄る便もあり、誉田 - 大網間の便において長らく運行されていたが、こちらは協議の結果2003年7月1日に廃止されている。
千葉リハビリセンター発着便は、1954年頃に千葉駅 - 下総療養所（現・下総精神医療センター）として開通した路線が、袖ケ浦特別支援学校の誉田への移転と千葉リハビリテーションセンターの設置に伴い、リハビリセンター開業1年後の1982年3月に同センターまで延長されたものである。特筆すべき点として、昭和30年代の旧・国鉄駅発着時代に、大和橋から一高（現在の県立千葉高校）前を経由して葛城町へショートカットする便が存在したことが上げられる。
2009年1月19日の改正で鎌取駅起点の折り返し便が新設されたが、これは大網街道の渋滞による定時性悪化の対策によるものである。千葉駅 - 千葉リハビリセンター直通便は平日はもとより土休日ダイヤにおいても漸次減便となっているが、鎌取駅 - 千葉リハビリセンター折り返し便の設定により、利便性の確保がなされている。2025年3月改定で、鎌取駅北口止まりになった。
2023年8月12日のダイヤ改正より、土休日夜間帯に誉田駅発鎌取駅南口行きが1本運行を開始した。途中の野田十字路までは千葉駅・鎌取駅方面と同一の経路を進み、次の八幡神社からは大膳野町線と同一の経路で鎌取駅南口へと向かっている。

#### ちはら台線・ちはら台東線・ちはら台南北線・おゆみ野駅線・おゆみ野中央病院線

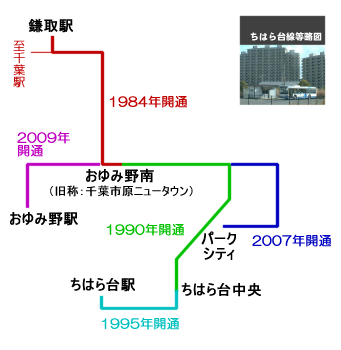
ちはら台線・ちはら台東線略図

- 鎌取駅南口 - 泉谷公園 - おゆみ野南 - ちはら台入口 - パークシティちはら台 - ちはら台中央 - ちはら台駅（ちはら台線）
- ちはら台駅 → ちはら台中央 → パークシティちはら台 → おゆみ野南 → 鎌取駅南口 → 星久喜台 → 千葉駅（ちはら台線、土休日片道1本のみ運行）

《小湊鉄道と共同運行》
- 鎌取駅南口 - 泉谷公園 - おゆみ野南 - ちはら台入口 - ちはら台東七丁目 - パークシティ（ちはら台東線）

《小湊鉄道と共同運行》
- 鎌取駅南口 - 泉谷公園 - おゆみ野駅（おゆみ野駅線）
  - 平日2往復のみ運行。(小湊鉄道と1往復ずつ担当)

《小湊鉄道と共同運行》
- 鎌取駅南口 - 泉谷公園 - おゆみ野南 - 農業センター入口 - おゆみの中央病院（おゆみの中央病院線）
  - 平日2往復のみ運行。(小湊鉄道と1往復ずつ担当)

《小湊鉄道と共同運行》
- 誉田駅北口 - 誉田郵便局 - ちはら台駅（ちはら台南北線、休止中）

千葉市と市原市の東部にまたがる千葉・市原ニュータウン（おゆみ野・ちはら台）を走る路線である。ほとんどの便は、小湊鉄道との共同運行による鎌取駅 - ちはら台駅間の便である。
ちはら台線は、もともと千葉・市原ニュータウン線と称し、ニュータウンにおける最初のバス路線として、おゆみ野地区入居開始直後の1984年4月1日に開通した。当時の終点は現在のおゆみ野南停留所付近に位置し、線名と同じ「千葉・市原ニュータウン」という停留所名であった。開通当初は鎌取駅を起点とする便のほかに、千葉駅から直通する便が7往復運行されていたが、鎌取駅で外房線に乗り継ぐ利用者が大半であったため、この便は平日・土休日とも早朝に上り1本までに減らされたのち、2002年9月5日の改正で平日の便は鎌取駅南口発に短縮となっている。なお、この直通便をわずか1本でも運行しているのは、独自の運行区間である鎌取駅南口 - 鎌取市営住宅間の路線を維持する役目を担っているからである。その後、平日の便は廃止され、2021年時点では土休日日中に片道1本のみの運行となっている。
路線開業後、ちはら台地区の入居開始に応じて1990年7月5日にちはら台中央まで、千葉急行電鉄（現・京成千原線）開通に伴い1995年にちはら台駅まで延長された。ちはら台乗り入れ後、公団のタイアップカラーをまとった専用車で運行していた時期もあるが、現在は小湊便も含めて一般色に戻されている。
沿線の開発は、おゆみ野とちはら台の境界において今なお進行中であり、2000年代に入ってからも停留所の新設などの動きがある。2007年3月18日には、同じ2社の共同運行によるちはら台東線が新設され、宅地化の進むちはら台東地区への乗り入れが開始されるとともに、おゆみ野側では実質的な増便となった。また同年10月16日より、鎌取駅発・ちはら台駅行き深夜バスの運行が開始された。
2009年3月2日より、鎌取駅と泉谷南の間はちはら台線、ちはら台東線と同じルートを走り、そこからおゆみ野駅に至るおゆみ野駅線が運行を開始した。この路線も小湊鉄道との共同運行である。その後、2011年4月8日よりちはら台南北線が運行開始し、ちはら台駅 - ちはら台東交差点間は小湊鉄道との競合区間となっており、共通定期券も設定されている。
2014年8月20日よりおゆみの中央病院線が運行開始した。この路線も小湊鉄道との共同運行である。おゆみの中央病院線の新設の際におゆみ野駅線は一日2往復に大幅に減回された。また2016年4月1日をもって、誉田駅北口 - ちはら台駅は運休となる。

#### 大膳野町線
- 鎌取駅南口 - おゆみ野第一・第二団地 - 市営一丁目団地 - 大膳野町
- 大膳野町 → 市営一丁目団地 → 千葉南警察署 → (おゆみ野第二団地経由せず） → おゆみ野第一団地 → 鎌取駅南口（最終便のみ）

大膳野町線は、鎌取駅からおゆみ野東北部の第一団地・第二団地を経由して、大膳野町（だいぜんのちょう）に至る路線である。
この路線の原型は、1984年4月1日の千葉・市原ニュータウン線開通と同時に設定された鎌取駅 - 小谷 - 誉田駅間の路線であるが、これは出入庫の一部を営業運行としただけのもので本数は大変少なく実用的ではなかった。沿線は比較的早い時期から入居が開始されていたが、すぐ近くの大網街道に大網線が運行されていることもあり長らく本数増には至らなかった。しかし商業施設や公共施設の増加により鎌取駅南口へのアクセス需要が増加したことから、1999年に鎌取駅からおゆみ野第一団地・第二団地を循環する路線（おゆみ野団地循環線）を新設して本格運行を開始した。
2006年9月16日より、鎌取駅 - 八幡神社間はおゆみ野団地循環線と同じルートを走り、その先で大膳野町に至る大膳野町線が運行を開始した。これにより両線の重複区間の運行本数はほぼ倍に増加した。その後2008年9月30日より、おゆみ野団地循環線と大膳野町線のルートが統合され、鎌取駅からおゆみ野第一・第二・市営一丁目団地を経由して大膳野町に至る路線となった。

#### 平山線
- 臨時：鎌取駅 → 平山小学校 → 平山十字路 → 平和公園南門前 → 平和公園正門前 → 平和公園南門前 → 平山十字路 → 平山小学校 → 鎌取駅（墓参シーズン[6]のみ運行）

平山線は、鎌取駅から千葉市緑区北部の平山町へ向けて走る路線である。終戦直後までは平山町の中を走るバスはなく、大網街道の赤井交差点停留所が「平山」という名称で、この町への玄関口となっていたが、昭和30年代初頭に現在の平山坂下付近に「平山終点」という停留所ができた。これにより、千葉駅 - （大網街道） - 平山終点というルートで開通したのがこの路線の原型である。
その後、熊野神社経由で東金街道の宮田まで運行していた時期を経て、水砂、熊野神社の2地点を終点とするようになった。その後も長らく千葉駅からの運行が続けられたが、沿線は農村地域で人口が少なく、旧・誉田営業所管内では利用者の少ない路線だったため、1998年の改正で起点が鎌取駅に変更されることにより事実上路線が短縮され車両も小型化された。また2009年2月の改正では、それまで水砂と熊野神社へ向けてそれぞれ運行されていた便が統合され、原則として水砂経由で鎌取駅と熊野神社の間を運行する路線となり、さらなる運行の合理化が図られた。
2010年3月20日からは、土休日の一部の便が若葉区多部田町にある千葉市平和公園の中を経由して運行されるようになった。これは墓参者による平和公園周辺道路の渋滞を分散させる目的で公園に南門が新設され、バスの乗り入れができるようになったからである。公園内には全部で11箇所の停留所が設置されており、平和公園南門 → 平和公園正門 → 平和公園南門間は循環運行となり折り返し運行ではない。彼岸と旧盆には鎌取駅 - 平和公園間の臨時便が増発運行される。
2015年8月1日ダイヤ改正から、平日ダイヤのみ熊野神社終点から高根町整形外科まで延伸された。ダイヤ改正日は土曜日であったため、実際に運行を開始したのは8月3日からである。
2022年7月15日をもって、路線廃止。鎌取駅～平和公園循環のみ、臨時運行する。
定期運行終了直前の運行系統は以下の通り。
- 鎌取駅 - 平山小学校 - 平山十字路 - 水砂 - 平山十字路 - 熊野神社
- 鎌取駅 - 平山小学校 - 平山十字路 - 水砂 - 平山十字路 - 熊野神社 - 高根町整形外科（平日日中のみ）
- 鎌取駅 - 平山小学校 - 平山十字路 - 水砂 - 平山十字路 - 平和公園南門前 - 平和公園正門前 - 平和公園南門前 - 熊野神社（土日祝日のみ）

### 大野台営業所管内

#### あすみが丘線
- 土気駅 - 創造の杜 - 大椎小学校 - あすみが丘南 - 大椎町南（A線）
- 土気駅 - あすみ大通り中央 - あすみが丘南 - 大椎町南（B線）
- 土気駅 → 創造の杜 → 大椎小学校 → あすみ大通り中央 → 土気駅（深夜バス）

土気南部の新興住宅地・あすみが丘と土気駅南口を結ぶ路線である。創造の杜、そよかぜ通り経由のA線と、駅からまっすぐに続くあすみ大通りを経由するB線があり、A線の沿線には東急不動産が開発分譲した高級邸宅街ワンハンドレッドヒルズ（通称「チバリーヒルズ」）がある。
1988年4月の開通時には創造の杜までの運行であったが、住宅の増加に伴い1989年10月1日にそよかぜ通り中央へ、1991年4月16日にあすみが丘南へと順次延長された。1993年4月26日より折返所のある大椎町南まで営業運行するようになり、同時にあすみ大通り経由のB線を開通させた。なお、行先表示による案内はその後も引き続き「あすみが丘南」としている。
2009年1月19日より、A線とB線のルートをつなげた循環線の深夜バスが運行を開始した。

#### あすみが丘東線
- 土気駅 - あすみが丘東4丁目 - あすみが丘ブランニューモール

土気駅東方に造成中で2002年に一部の入居が開始されたあすみが丘東住宅地（ホキ美術館そば）を経由して、あすみが丘中心部のあすみが丘ブランニューモールに至る路線であり、2005年9月28日の開通である。
4月～11月に限り、一部のバスは昭和の森停留所を経由していたが、2023年4月のダイヤ改正より休止となり、9月12日に廃止予定｡
あすみが丘ブランニューモールは2011年に開店したカスミをキーテナント（開業時は東急ストア）とするショッピングセンターで、終点となるあすみが丘ブランニューモール停留所は、あすみが丘B線の「あけぼの通り東」とまったく同じ場所にある。

#### 土気工業団地線・工業団地東線
- 土気駅 → 創造の杜 → 大野台中央公園 → 日本海事協会入口 → ヤマナカ前（土気工業団地線）
- 大野台中央公園 → 日本海事協会入口 → ヤマナカ前 → 創造の杜 → 土気駅（土気工業団地線）
- 土気駅 - 創造の杜 - 大野台中央公園 - 工業団地東（工業団地東線）

土気工業団地線は2006年12月18日に開業した、土気駅（北口）と千葉外房有料道路大木戸インター近くに広がる千葉土気緑の森工業団地を結ぶ路線である。土気緑の森工業団地内では道路を時計周りに循環するものの土気駅には戻らず、土気駅発は循環部の終わりの停留所である石油エネルギー技術センター（現・ヤマナカ前）で終点となり、土気駅行きは循環部の最初の停留所である大野台中央公園（「大野台営業所」所在地近辺）が始発となる。年末年始など工場が稼働していない期間中は運休。
2008年3月31日より、大野台二丁目の工業団地東に至る工業団地東線が新たに運行開始した。

#### 越智はなみずき台線
- 誉田駅 - 村境 - はなみずき台入口 - 越智はなみずき台
- 鎌取駅 - 誉田駅 - 村境 - はなみずき台入口 - 越智はなみずき台

越智はなみずき台は、誉田と土気のほぼ中間地点に位置する住宅地であり、2001年以前は千葉東角栄団地と呼ばれていた。1980年頃に路線が開通しており、1985年12月16日からは誉田駅 - 千葉東角栄団地で深夜バスの運行も開始した。当初は千葉駅からの直通便もあったが、2000年のダイヤ改正時に廃止されて全便が誉田駅発着となった。
その後の営業所の統合・移転に伴い、2009年1月19日より一部の便が鎌取駅発着となった。2013年4月16日より蘇我駅発着便が設定されたが、平日朝の蘇我駅行き1本のみの運行になったのち、2023年8月12日のダイヤ改正にて廃止された。この路線のみ千葉南営業所と大野台営業所の共管である（日中便のみ千葉南営業所の担当がある）。
なお同住宅地内の中学生の通学便として、1981年4月5日から千葉東角栄団地（現・越智はなみずき台） - 土気中学校を結ぶ路線が1往復半運行されていたことがあるが、1984年の越智中学校の開校によりわずか数年で廃止となっている。

## 現行路線（高速路線バス）

### 鴨川線（カピーナ号）

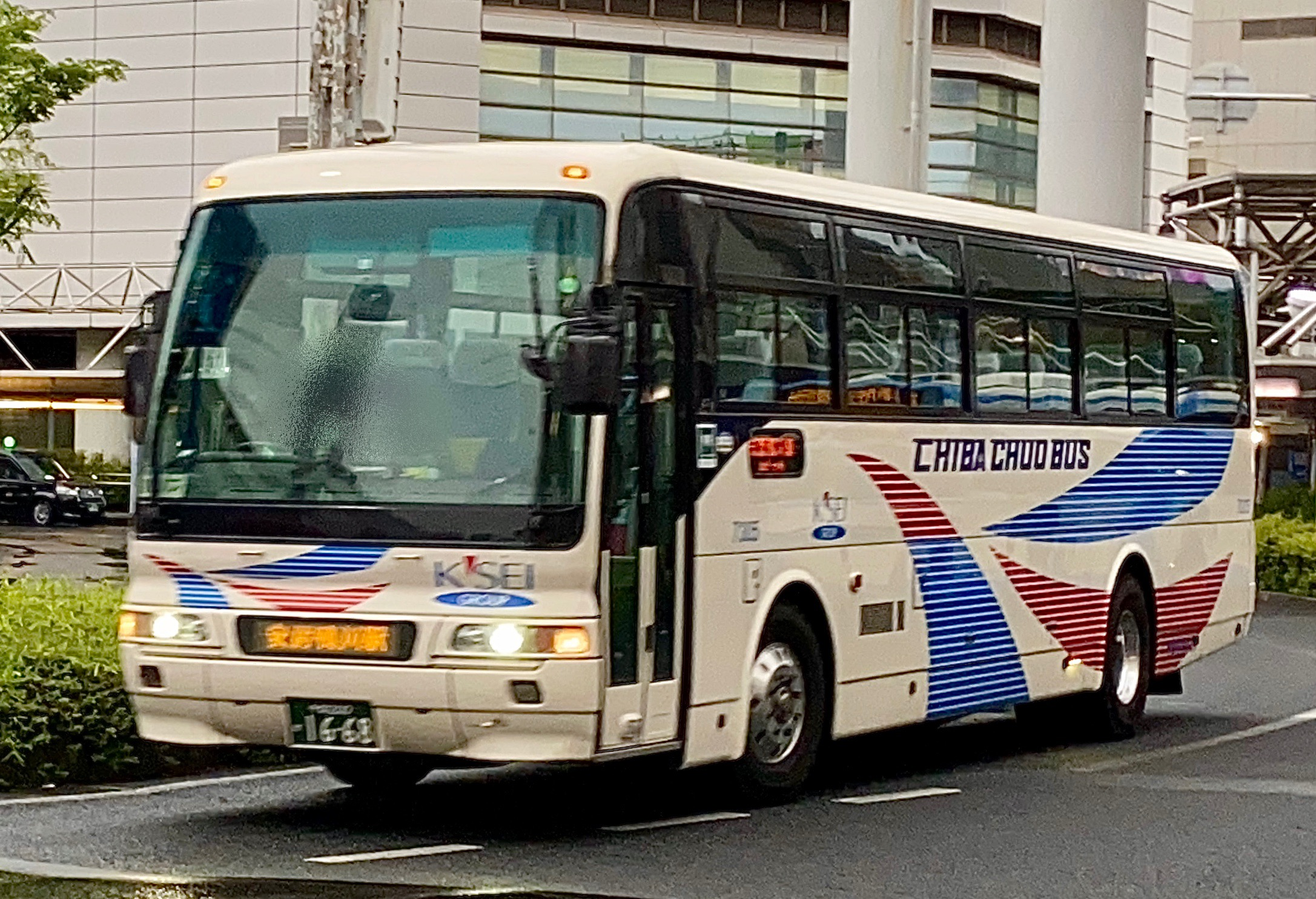
千葉駅を出発するカピーナ号（2018年12月1日撮影）

- 千葉駅 - 蘇我駅 - 久留里駅前 - 安房鴨川駅 - 鴨川シーワールド - 亀田病院
- 千葉駅 - 蘇我駅 - 久留里駅前 - 安房鴨川駅（ゴールデンウィークのみ）

《日東交通と共同運行》
カピーナ号は、千葉と鴨川の間を館山自動車道、久留里線沿線を経由して結ぶ高速バス路線である。日東交通、鴨川日東バスとの共同運行により1999年に開業した。千葉 - 鴨川間ではJR外房線よりも所要時間が短く、往復乗車券を利用した場合には運賃も安くなることから、開業以来高い利用率を維持している。沿線には、鴨川シーワールドや東京ドイツ村などのレジャー施設もあり、一部の便が乗り入れる。

### 羽田空港線
- 大網駅 - 土気駅 - 誉田駅 - 鎌取駅 - 大宮台 - 羽田空港
- 誉田駅、大宮台、空港第1ビルに通過便を設定

《東京空港交通と共同運行》
2001年2月9日運行開始。JR外房線・大網 - 鎌取駅および大宮台と羽田空港を東京湾アクアライン経由で結ぶ空港連絡バス。東京空港交通と共同運行。羽田空港では、空港行きが旅客ターミナルを第1→第2→第3の順、大網行きは第3→第2→第1の順に回る。
利用者の増加に伴い、開業翌年の2002年と2007年10月の2度にわたり増便が行われ、2007年10月16日改正では新たに鎌取駅経由・大宮台発着便が新設された。
大網駅発着便の停車停留所は、大宮台（大宮市民の森折返場、一部非経由）、鎌取駅北口、誉田駅、土気駅南口、大網駅で、一部の便は旧・千葉外房有料道路（誉田区間）を経由し誉田駅に停車しない。
車両は三菱ふそう製を使用する。開業当初は観光バス車両の格下げ仕様であったが、君津線（千葉駅 - 東京湾フェリー）廃止後は同線で使われていたエアロバスを使用するようになった。近年は日野・セレガトイレ付きを新車で導入、鴨川線と共通運用している。エアロバス初期車は化粧室が付いていないため、乗客のリクエストにより市原SAで休憩を取ることもある。
東京空港交通は全便当分運休、羽田空港支援業務のみ担当。

### 京都線

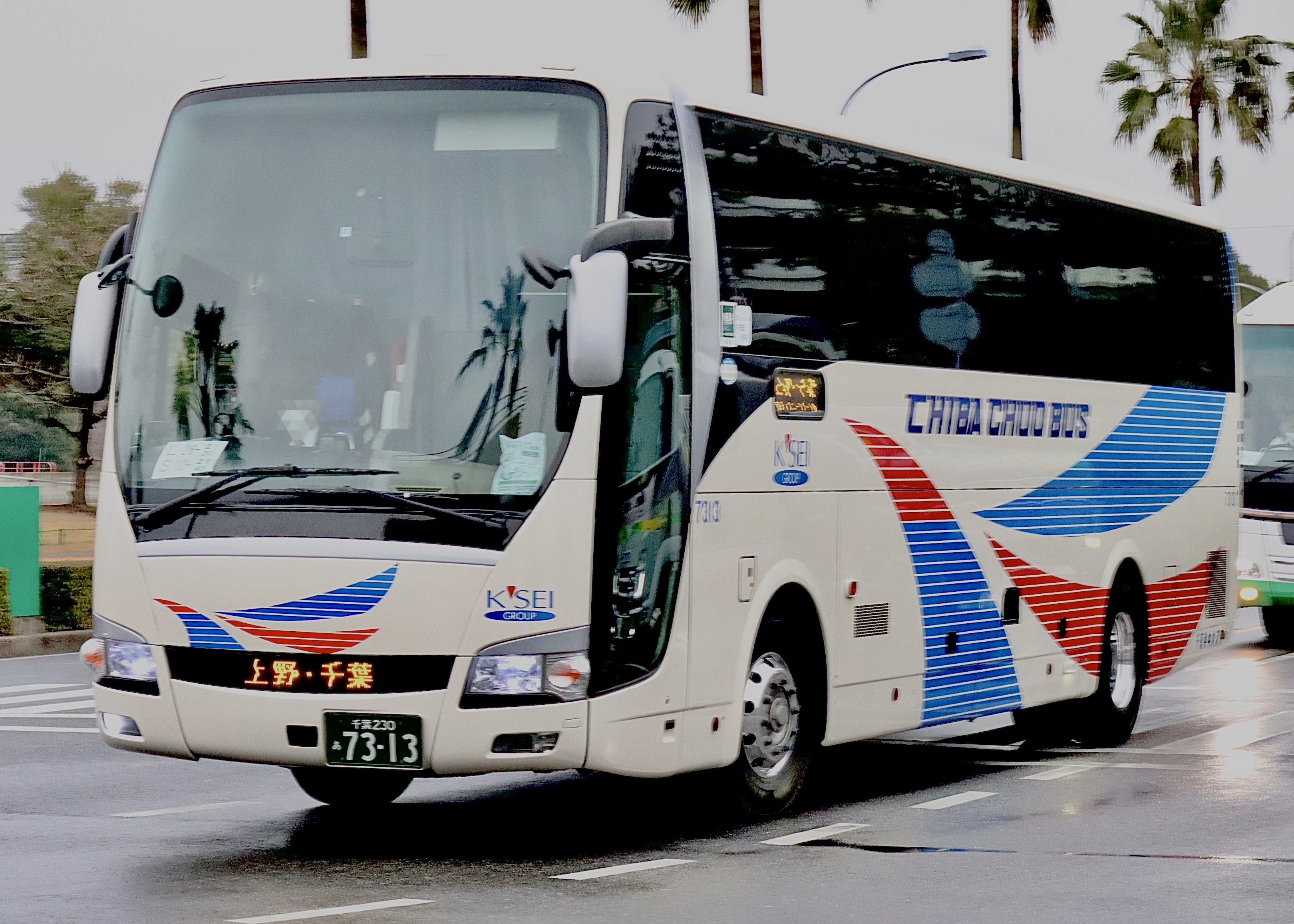
京都駅から千葉駅に到着した7313号車

- 鎌取駅 - 鎌取IC - 千葉駅 - 海浜幕張駅 - 東京ディズニーリゾート - 西船橋駅 - 東京スカイツリー(2013年4月19日から5月15日まで千葉方面のみ) - 浅草雷門(千葉方面のみ) - 京成上野駅 ⇔ 大津駅 - 山科駅 - 三条京阪 - 京都駅八条口

もとは京成バスが運行していた路線を、2010年7月15日発便より継承したもの。千葉南営業所の路線では唯一、首都圏外のエリアに向けて運行している路線でもある。
1989年10月20日の開業以来、京阪バスと京成電鉄（当時）の共同運行で開業し、京阪バスの高速バスの愛称「きょうと号」のまま案内されていた。2006年1月10日より京阪バスが撤退し京成バスの単独運行となるが、京都側の運行支援業務は京阪バス洛南営業所が撤退後も引き続き行う。
京成バスの単独運行になるとともに「きょうと号」の愛称を廃止し、車両のグレードも3列シートから4列シートに変更して値下げした。さらに2009年5月11日より毎日運行を取りやめ運行日を限定するようになったが、京成から千葉中央バスへの移管に伴い毎日運行に戻っている。2013年4月19日にダイヤ改正が行われルートが一部変更され、鎌取駅・千葉駅を発着するようになった代わりに千葉中央駅への乗り入れが廃止された。
2013年11月15日の鎌取駅出発便から、新型車両を導入して再び4列シートから3列シートに変更し、あわせて運賃も改定した。新型車両導入後は利用者数は堅調であり、年末年始・盆など繁忙期には増便も運行される。増便は従前の使用車である4列シート車が充当され、運賃も割安の設定となっていたが、2015年5月のゴールデンウィークからは京成バスから移籍した3列シート車が充当されるようになり、運賃も定期便と同額設定となった。
鎌取インターチェンジ停留所前には千葉中央バス本社（旧：鎌取車庫）があり、京都線利用者のためにパークアンドライド用の駐車場が用意されている。2019年5月15日、三条京阪-京都駅八条口間に四条烏丸停留所を新設した。

## 現行路線（深夜急行バス）

### 千葉 - ちはら台線
- 千葉駅 → 中央四丁目 → ハーモニープラザ → 生実坂下 → 学園前駅入口 → おゆみ野駅入口 → イオンタウンおゆみ野 → ちはら台東交差点 → パークシティちはら台 → 文月公園 → ちはら台中央 → ちはら台駅

《小湊鉄道と共同運行》
- 2010年9月28日（27日深夜）運行開始。2010年12月2日（1日深夜）より小湊鉄道と共同運行開始。

### 東京 - 大網線
- 東京駅八重洲南口（JRハイウェイバスターミナル8番乗り場） → 松ヶ丘 → 千葉県がんセンター → 鎌取駅 → 誉田駅 → 土気駅 → 大網駅
  - 2017年9月17日（16日深夜）運行開始[13]。
  - 2018年3月18日（17日深夜）よりルート変更。天台駅 ～ 県庁間を廃止し、仁戸名坂上・鎌取インター・千葉南警察署・市営一丁目団地・誉田郵便局・大高町・あすみが丘東入口・昭和の森西・一本松の停留所を追加[14]。
  - 2019年3月1日（28日深夜）より鎌取駅～誉田郵便局間でルート変更。千葉南警察署・市営一丁目団地の両停留所を廃止、おゆみの南・あきのみち公園・ちはら台入口・誉田町南の各停留所を追加[15]。

## 現行路線（コミュニティバス）

### 千葉市・さらしなバス

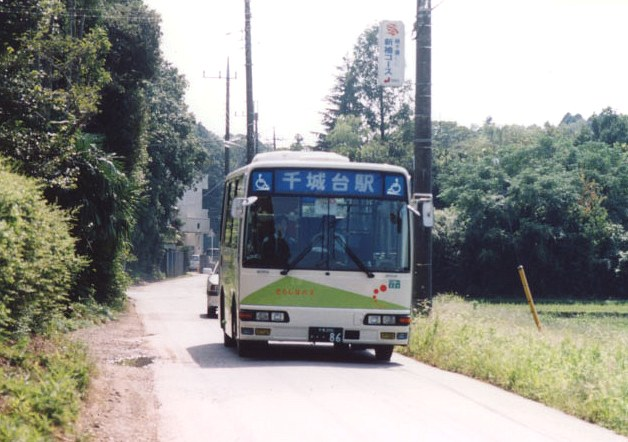
運行開始当初のさらしなバス（富田町1番 - 富田町2番にて撮影）

- ルートA：千城台駅 - 下田町1番 - 総泉病院 - 金親 - 千城台駅（右廻り・左廻り）
- ルートB：千城台駅 → 下田町1番 → 中田町1番 → 泉市民センター → グリーンタウン東 → 総泉病院 → 金親 → 千城台駅
- ルートC：千城台駅 → 金親 → 総泉病院 → グリーンタウン東 → 泉市民センター → 中田町1番 → 下田町1番 → 千城台駅
- ルートD：千城台駅 → 金親 → 総泉病院 → 中田町1番 → 泉市民センター → グリーンタウン東 → 下田町1番 → 千城台駅
  - 1998年（平成10年）10月30日：[京成]北谷津園 - 千城台駅 - 川崎十字路 - 農政センターが開通。北谷津園 - 千城台駅間は一部便のみ運行。
  - 2001年（平成13年）10月1日：[京成]日中の便が総泉病院経由となる。
  - 2002年（平成14年）3月16日：[京成]日中の便が千葉酪農協経由となる。
  - 2005年（平成17年）9月1日：[京成]農政センター - 総泉病院 - 千城台駅 - 泉市民センター - （白井中学校または大広稲荷神社） - 農政センターの循環に変更。千葉酪農協付近は廃止（おまごバスが運行）、総泉病院は終日乗り入れとなる。
  - 2013年（平成25年）10月19日：運行を千葉中央バスに移管し、始発着を千城台駅にするなどの大幅なルート変更となる。農政センターへの乗り入れを廃止。

さらしなバスは、千葉市若葉区東部の交通空白地帯の解消と公共施設の連絡を目的とした、千葉市コミュニティバスの第1号路線である。1998年（平成10年）に北谷津園 - 農政センターの間で運行を開始した。「田園都市更科線」とも呼ばれる。
もともとこの地域には、京成によって開通し、のちにちばフラワーバス（現・成東営業所、中野営業所）に継承された新八街線、宮田線の2路線があったが、いずれも本数は少なかった。特に宮田線は1便のみとなって実用性が著しく低下していたため、さらしなバスのルート設定に当たっては、同線の独自運行区間である県道浜野四街道長沼線を通ることに重点がおかれている。開通後数年のうちに総泉病院や千葉酪農協に立ち寄るルート変更など細部の改良が加えられていった。
千葉市はこの間、コミュニティバスはこの1路線のみとし、周辺過疎地域では支援を行うことによりできるだけ一般路線バスの運行を維持させてきた。しかし2003年（平成15年）に退出意向路線については支援をやめる方針に転換し、以後の協議の結果、2005年（平成17年）8月限りでちばフラワーバスの千城台駅を発着する3路線（小間子線（旧・新八街線）、宮田線、千城台線）が廃止されることとなった。これを受けてコミュニティ路線の拡充が図られることとなり、さらしなバスは従来のルートと千城台線の廃止区間（一部は大広地区へ迂回）をあわせた循環線として再出発した。
同時に千城台・御成台のルート上にある京成バスの全停留所での客扱いが開始された。一方、ちばフラワーバスの廃止停留所のうち、ちばシティバス（現・新港営業所）が並行する南四丁目 - 温水プールの間は停留所が設置されていない（運行開始当時）。富田新田 - 千葉酪農協間を経由する便はなくなり、停留所は同時に開通したおまごバスに引き継がれた。
運賃は100円均一であったが、後に200円均一に値上げされている（前乗り・中降り）。
循環便の大半は千城台駅をまたいでの乗車が可能であり、各停留所にもそのように記されている。農政センターをまたいでの乗車も可能であるが、10 - 20分程度の時間調整があるため、こちらは案内されていない。一部の便は若葉いきいきプラザを経由しない。第1便はさらに泉市民センター・コミュニティセンターも経由せず、農政センター→(126号)→千城台駅→(大広)→農政センターと運行する。
2013年10月19日より千葉中央バスに移管され、始発着を農政センターから千城台駅に変更し、富田町2番 - 農政センター間をおまごバスに集約し、農政センター - (126号) - 宮田間、白井小学校入口/泉公園入口 - (大広) - 高根間、原口医院前 - 大草台間をいずみバスに移管した。高根 - 泉市民センター間は廃止し、富田町2番 - 古泉町 - 宮田間、総泉病院 - 金親 - 大草台間を新設し、おまごバスのルートだった原口医院前 - グリーンタウン東 - 富田入口間を移管した。また、谷当町1番 - 下田町3番間と富田町1番 - 子安神社間にフリー乗降区間が設けられた。

### 千葉市・おまごバス
- ルートA：千城台駅 - 金親 - 内小間子 - 沖十文字(転車場) - 農政センター
- ルートB：千城台駅 - 金親 - 内小間子 - 沖十文字(転車場)
- ルートC：千城台駅 - 金親 - 内小間子 - 沖十文字(転車場) - 富田町原田池 - 中田町1番 - 御茶屋御殿 - 金親 - 千城台駅
- ルートD：千城台駅 - 金親 - 内小間子 - 沖十文字(転車場) - 農政センター - 中田町1番 - 御茶屋御殿 - 金親 - 千城台駅（右廻り・左廻り）

おまごバスは、千城台駅と若葉区東部を結んでいたちばフラワーバスの3路線が廃止されたことにより、その代替運行を目的として2005年9月1日に開通した千葉市・コミュニティバスの第2路線である。開通当初は平和交通が受託事業者であった。
路線はちばフラワーバス小間子線の全区間と、宮田線、千城台線の一部をカバーしているほか、これまでさらしなバスが運行していた富田町の千葉酪農協周辺も担当する。この地区と小間子との間ではわずかながら八街市内を走行する。
千城台駅を起点に小間子地区、農政センター、泉市民センターを回る循環線（両回り）として開通したが、小間子側に本数の重点が置かれており、約半数の便が千城台駅〜内小間子〜農政センターの間で折り返し運行をする。さらに短い千城台駅〜小間子公民館の折り返し便も運行されていたが、この便は2006年10月23日の改正より八街市の沖十文字（転回場）まで延伸された。また同改正では農政センターや東金街道側を経由しない小回りの循環便が新設され、このうちの一部が千葉市・いずみグリーンビレッジ事業の拠点施設がある富田町原田池に乗り入れることとなった。
千城台駅を通しての乗車も可能ではあるが、小間子方面〜千城台駅〜泉市民センター方面のように走る便は少数で、大半は元のルートへ引き返す形となる。また、早朝の便はコミュニティセンターを経由しない（運行開始当時）。
2013年10月19日より千葉中央バスに移管され、農政センター - (126号) - 泉市民センター間をいずみバス、宮田 - グリーンタウン東 - 富田入口間をさらしなバスに移管、富田町1番 - 農政センター間にフリー乗降区間が設けられた。

### 千葉市・いずみバス

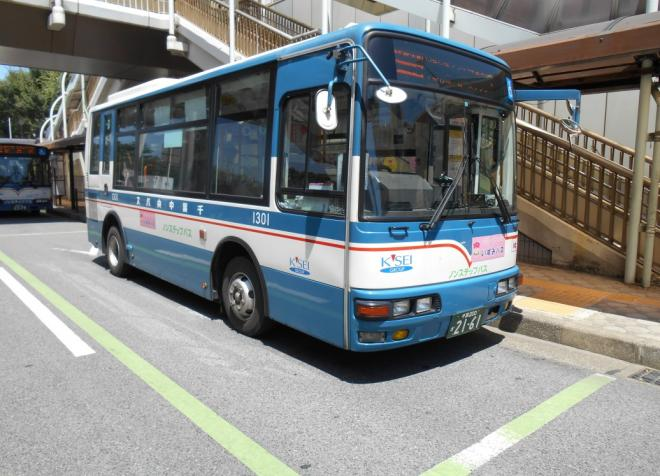
京成バスカラーのまま社名ロゴのみ「千葉中央バス」に変更した「いずみバス」

- ルートA：千城台駅 → 公園前 → グリーンタウン → 宮田（県道66号） → 熊野神社 → 大広稲荷神社 → 泉公園入口 → 白井中学校 → 高根町整形外科前 → 北谷津 → いずみ台ローズタウン → 大草 → 南二丁目 → 千城台駅
- ルートB：千城台駅 - 公園前 - （グリーンタウン - 泉市民センター - 高根町整形外科前 - 北谷津 - いずみ台ローズタウン - 大草） - 南二丁目 - 千城台駅（右廻り・左廻り）
- ルートC：千城台駅 → 公園前 → 大草 → いずみ台ローズタウン → 北谷津 → 高根町整形外科前 → 熊野神社 → 大広稲荷神社 → 農政センター → 白井中学校 → 泉市民センター → グリーンタウン → 南二丁目 → 千城台駅
- ルートD：千城台駅 → 公園前 → 大草 → いずみ台ローズタウン → 北谷津 → 高根町整形外科前 → 川井団地前 → 白井中学校 → 農政センター → 大広稲荷神社 → 熊野神社 → 泉市民センター → グリーンタウン → 南二丁目 → 千城台駅
- 始発：農政センター → 泉市民センター → グリーンタウン → 南二丁目 → 千城台駅
- 終発：千城台駅 → 公園前 → グリーンタウン → 宮田（県道66号） → 白井中学校 → 泉公園入口 → 大広稲荷神社 → 熊野神社

いずみバスは、千城台駅を発着する3番目の千葉市コミュニティバス路線であり、2008年3月1日に運行を開始した。開通当初は平和交通が受託事業者であった。
ちばシティバス（現・新港営業所）いずみ台線の廃止に伴う代替運行を目的としたもので、同路線の全区間と大草、南二丁目を通る新設区間を合わせた両回りの循環線となっている。また、千城台駅-若葉いきいきプラザ間を結ぶ折り返し便も運行される（運行開始当時）。
2013年10月19日より千葉中央バスに移管され、北谷津-若葉いきいきプラザ間を廃止、さらしなバスのルートだった農政センター - (126号) - 宮田間、白井小学校入口/泉公園入口 - (大広) - 高根間、原口医院前 - 大草台間を移管し、北谷津 - 高根間、宮田/川井団地前 - 川井町/川井交差点間を新設した。また、川井町 - 高根十字路間に熊野神社停留所を設置した。また、高根十字路 - (大広) - 白井小学校間、ならびに昌晴園 - 農政センター間にフリー乗降区間が設けられた。

### 千葉市・大宮台地域コミュニティバス
2024年4月1日、運用開始。
前述の旧「平山線」・「都賀線」廃止に伴って導入されたコミュニティバス路線である。
- 鎌取駅北口 - 大宮団地 - 千城台駅 - 御成台車庫

### 大網白里市増穂地区コミュニティバス
- 中部コミュニティセンター - 大網白里アリーナ - 清名幸谷 - 大網駅 - アミリィ - 大網白里市役所 - 南横川 - 中部コミュニティセンター

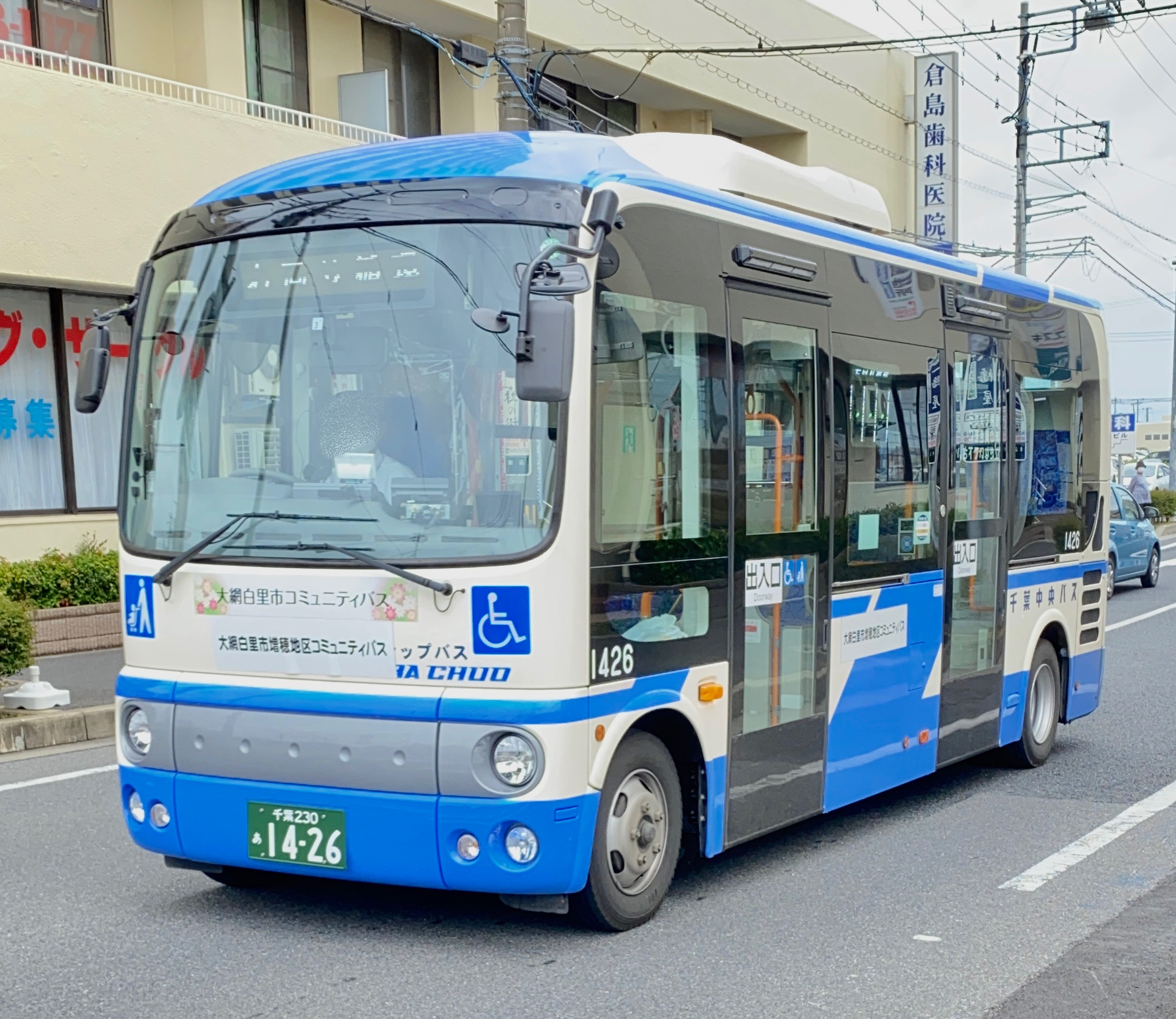
大網白里市増穂地区コミュニティバス専用車（1426号車）

- - 2010年1月 - 大網白里町コミュニティバス、実証運行開始。
  - 2012年4月1日 - 本格運行開始。運行事業者が、千葉中央バスから小湊鉄道に変更となる。
  - 2021年4月1日 - 増穂地区コミュニティバスの運行事業者が小湊鉄道から千葉中央バスに変更となる[16]。柿餅〜大網白里アリーナ間に「子育て支援館」停留所新設。

## シャトルバス
※直通マーク付きは一般乗合バス、貸切マーク付きは貸切バスとして運行している。

### 東京ドイツ村イルミネーションシャトルバス

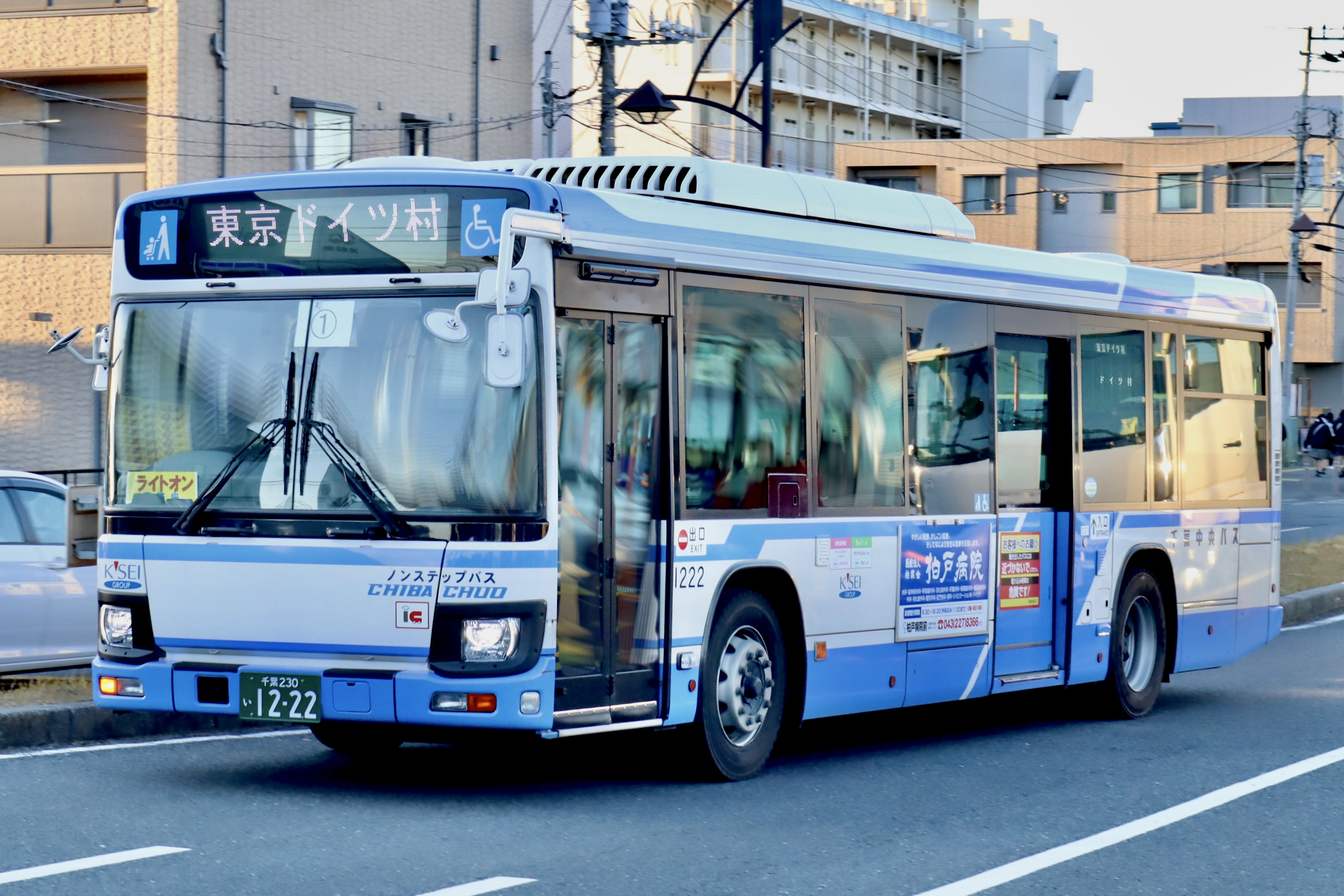
袖ヶ浦駅と東京ドイツ村を結ぶシャトルバスに充当される1222号車（2022年12月23日撮影）

- 直通：袖ケ浦駅南口 - （無停車） - 東京ドイツ村

《日東交通・小湊鉄道と共同運行》
東京ドイツ村ウィンターイルミネーション開催期間中（毎年11月下旬から翌年4月上旬まで）に運行される直行の臨時バスで、原則として日東交通の単独運行だが、繁忙期に限っては当社と小湊鉄道も運行に参画する。

### 幕張メッセ - 新宿線

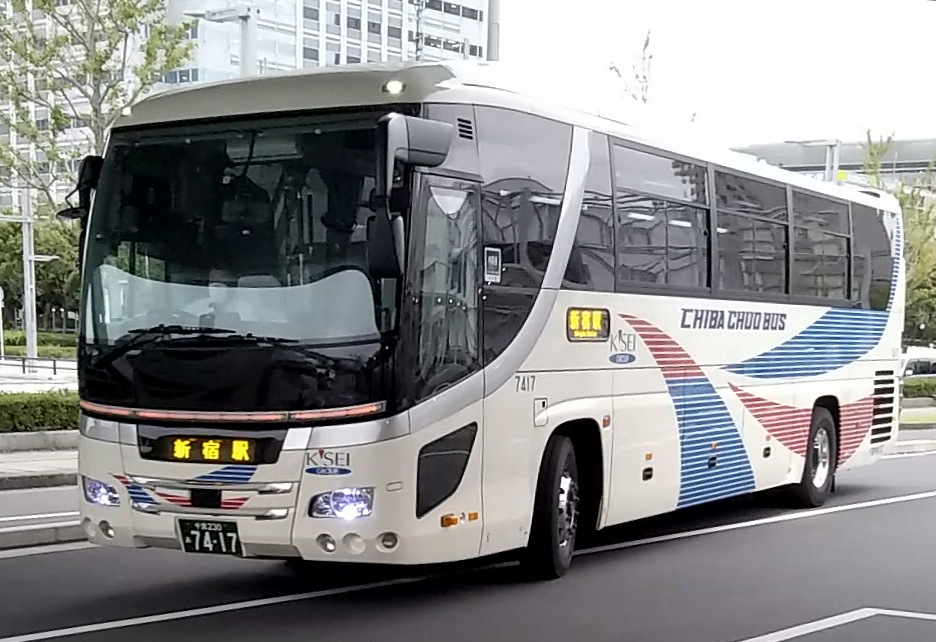
幕張メッセ中央から出発するエアロエース7417号車（2019年9月13日、幕張メッセにて撮影）

- 直行：幕張メッセ中央 → （無停車） → 新宿駅西口28番（中央通り）停留所

《京王バスと共同運行》
2016年4月29日・30日に幕張メッセで開催された『ニコニコ超会議2016』より、大規模イベントが開催される日に臨時便として新宿駅行きの片道のみ運行される。運行日および時刻表は千葉中央バスならびに京成バスのホームページで告知される。新宿駅の降車場所はバスタ新宿ではなく西口28番（京王バスの『中央通り』停留所）である。
- - 2016年4月29日：運行開始。

### ZOZOマリンスタジアム 臨時直通バス

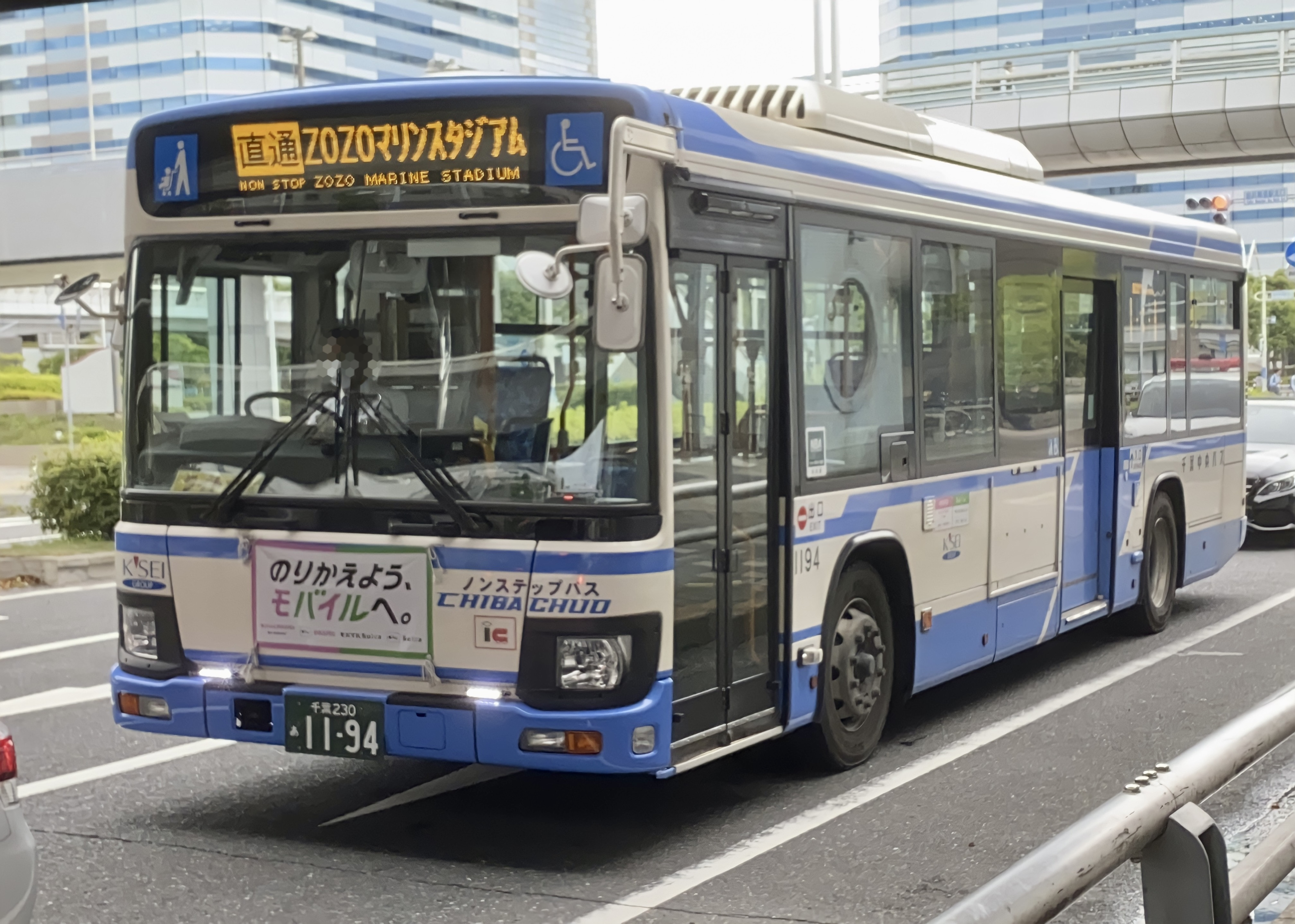
ZOZOマリンスタジアム行きの臨時バス

- 直通：海浜幕張駅(プレナ幕張) - （無停車）- ZOZOマリンスタジアム
- 直通：幕張本郷駅 - （無停車）- ZOZOマリンスタジアム

《京成バス他と共同運行》
ZOZOマリンスタジアムにてプロ野球開催日に運行される臨時バス。2014年より運行に参入。

### 氣志團万博シャトルバス
- 直通：袖ヶ浦駅北口 - （無停車） - 袖ヶ浦海浜公園

《日東交通・小湊鉄道他と共同運行》
毎年9月に開催される氣志團万博来場者専用のシャトルバス。乗車には予め前売乗車券を購入しなければならない。

### 幕張ビーチ花火フェスタシャトルバス

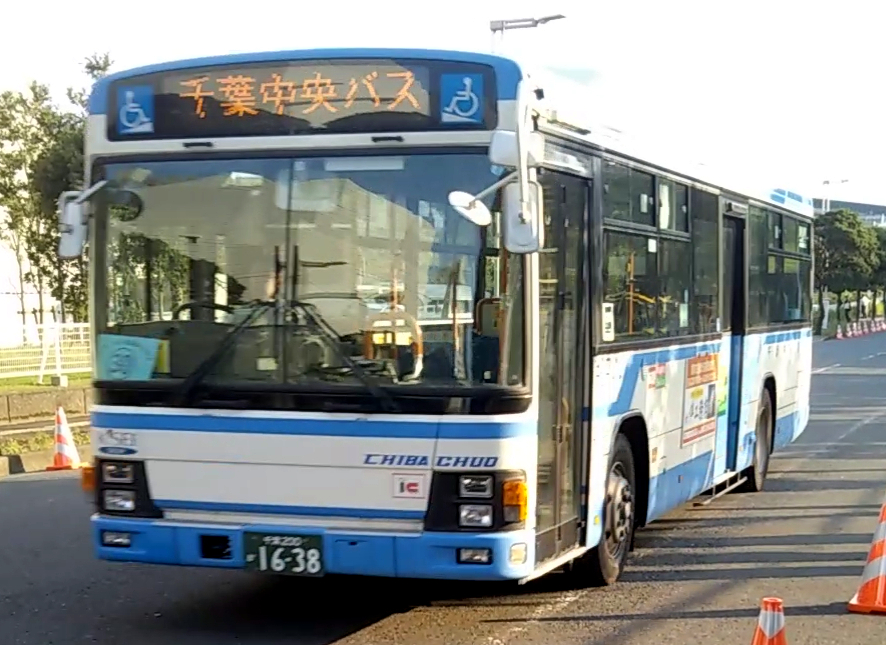
幕張ビーチ花火フェスタシャトルバスに充当される2126号車（2019年8月3日撮影）

- 直通：幕張本郷駅 - （無停車） - 幕張メッセ臨時駐車場

《京成バス他と共同運行》
- - 2018年7月29日：運行開始。

### カンデオホテルズ千葉無料送迎バス
- 貸切：千葉みなと駅 - カンデオホテルズ千葉

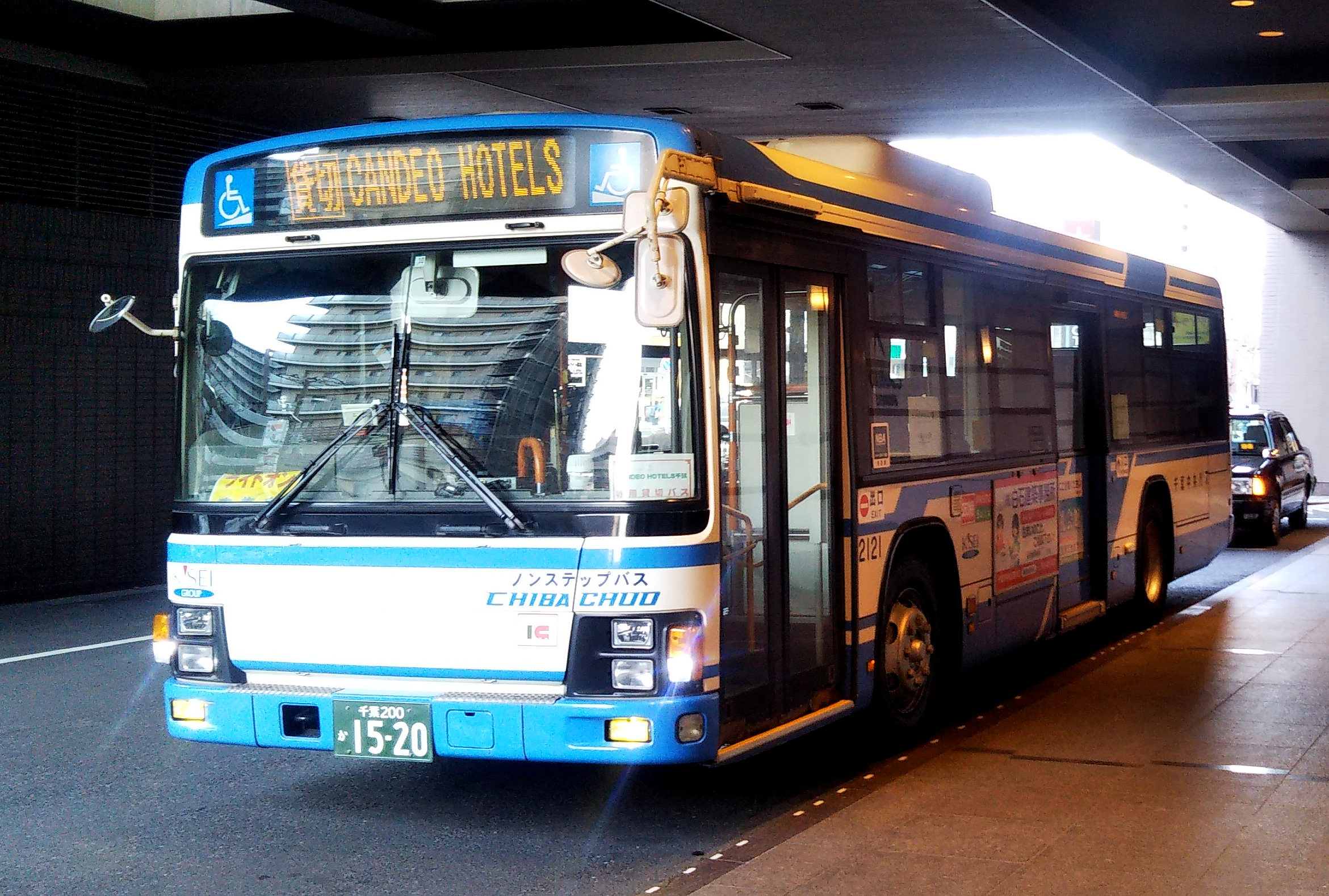
カンデオホテルズ千葉の送迎バス（2020年2月25日撮影）

朝はカンデオホテルズ千葉発千葉みなと駅行き、夜は千葉みなと駅発カンデオホテルズ千葉行きのみの片送り運行となっている。

### イオンネクスト誉田フルフィルメントセンター送迎バス

誉田駅から発車しているイオンネクスト誉田CFC行き送迎バス

- 貸切：誉田駅 - イオンネクスト誉田CFC

2023年7月10日の施設稼働開始にあわせて運行開始。

### 千葉市蘇我スポーツ公園行き 無料シャトルバス
- 貸切：千葉駅西口 - 千葉市蘇我スポーツ公園
- 貸切：千葉寺駅 - 千葉市蘇我スポーツ公園
- 貸切：千葉みなと駅 - 千葉市蘇我スポーツ公園

《小湊鉄道・ちばシティバス・京成バスシステム他と共同運行》
千葉市蘇我スポーツ公園にて開催されるロッキング・オン主催の『ROCK IN JAPAN FESTIVAL』・『JAPAN JAM』やJFEスチールが主催する『JFEちばまつり』開催日のみ運行。

### ゴルフツアーギャラリー特送
千葉中央バスは、路線沿線にゴルフ場が多数存在し、またその内のいくつかのゴルフ場で男女のプロゴルフツアーが開催される縁もあり、毎年千葉県内で開催されるプロゴルフツアーのギャラリー送迎バスの運行を受託している。また同じく受託している小湊鐵道の傭車としても運行を行なっている。
ザ・レジェンド・チャリティプロアマトーナメント送迎バス
- 都賀駅 - 麻倉ゴルフ倶楽部

《ちばグリーンバス・ちばフラワーバスと共同運行》
2018年まで毎年5月上旬に開催されていた「ザ・レジェンド・チャリティプロアマトーナメント」開催日のみ運行。
パナソニックオープンレディース送迎バス
- 鎌取駅南口 - 浜野ゴルフクラブ
- ロングウッドステーション - 浜野ゴルフクラブ

2019年より毎年4月最終週に開催される「パナソニックオープンレディース」開催日のみ運行。
《小湊鉄道・九十九里鐵道他と共同運行》
ニチレイレディスギャラリー送迎バス
- 都賀駅南口 - 袖ケ浦カンツリークラブ北袖コース
- ちばリサーチパーク内臨時駐車場 - 袖ケ浦カンツリークラブ北袖コース（2018年度開催をもって臨時駐車場は閉鎖）

《小湊鉄道・九十九里鐵道他と共同運行》
毎年6月中旬に開催されるニチレイレディスの開催日のみ運行。方向幕は千葉中央バス便のみ「ニチレイレディス」と書かれた専用幕が使用される。千葉中央バスは都賀駅便と臨時駐車場便（2018年度開催をもって廃止）を担当。小湊鉄道と九十九里鉄道は鎌取駅便を担当している。
アース・モンダミンカップギャラリー送迎バス
- 木更津駅東口 - カメリアヒルズ・カントリークラブ
- オークラ アカデミアパーク ホテル・かずさアカデミアパーク内臨時駐車場 - カメリアヒルズ・カントリークラブ

《小湊鉄道・九十九里鐵道・日東交通と共同運行》
毎年6月下旬に開催されるアース・モンダミンカップの開催日のみ運行。
富士通レディースギャラリー送迎バス
- 土気駅南口 - 東急セブンハンドレッドクラブ西コース
- 千葉市昭和の森公園多目的広場臨時駐車場 - 東急セブンハンドレッドクラブ西コース
- 茂原にいはる工業団地内臨時駐車場 - 東急セブンハンドレッドクラブ西コース
- 日清紡ケミカル土気事業所臨時駐車場 - 東急セブンハンドレッドクラブ西コース

《ちばフラワーバス他と共同運行》
毎年10月中旬に開催される富士通レディースの開催日のみ運行。方向幕は千葉中央バス便のみ「富士通レディース」と書かれた専用幕が使用される。多客日には他の京成グループから応援が入ることもある。
ブリヂストンオープン→ブリヂストンレディースオープンギャラリー送迎バス
- 鎌取駅 - 袖ケ浦カンツリークラブ袖ケ浦コース

《小湊鉄道・九十九里鐵道と共同運行》
毎年10月下旬に開催されるブリヂストンオープンゴルフトーナメントの開催日のみ運行だったが、2021年に大会が終了となった為、2022年からは隔年で従来の中京ゴルフ倶楽部 石野コースと併用してブリヂストンレディスオープンの開催コースとして、袖ケ浦カンツリークラブ袖ケ浦コースが使用される事となった。
千葉中央バスは鎌取駅南口発着便、小湊鉄道と九十九里鉄道は鎌取駅北口便を担当する。
ZOZO CHAMPIONSHIPギャラリー送迎バス
- 千葉ニュータウン中央駅 - アコーディア・ゴルフ　習志野カントリークラブ

《京成バス・小湊鉄道他と共同運行》
10月下旬に開催される「ZOZO CHAMPIONSHIP」の開催日のみ運行。
伊藤園レディスゴルフトーナメントギャラリー送迎バス
- 茂原駅 - グレートアイランド倶楽部
- 長南町役場・長南工業団地内臨時駐車場 - グレートアイランド倶楽部

《小湊鉄道・九十九里鐵道と共同運行》
毎年11月上旬に開催される伊藤園レディスゴルフトーナメントの開催日のみ運行。

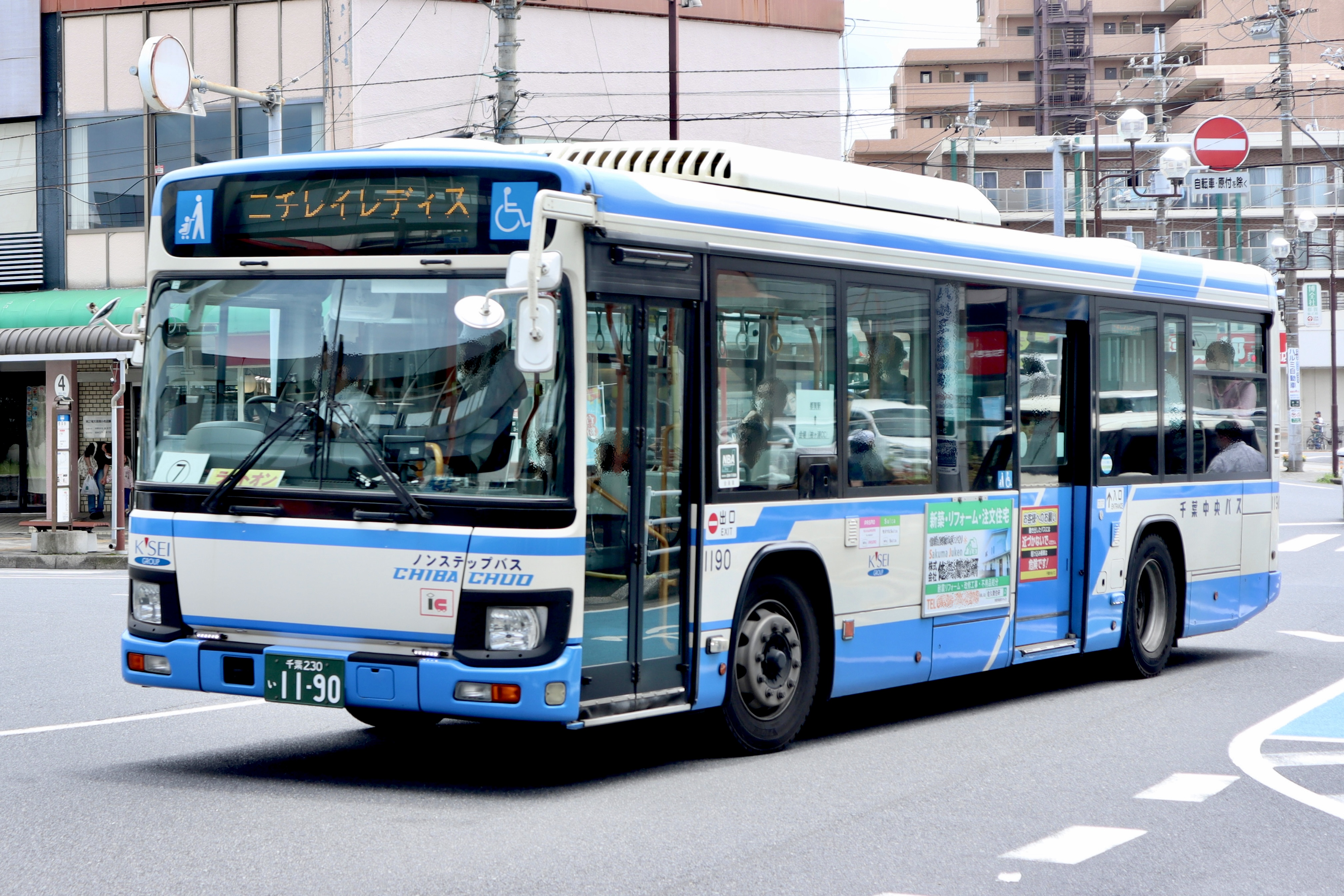
都賀駅からギャラリーを乗せて会場に向かうシャトルバス
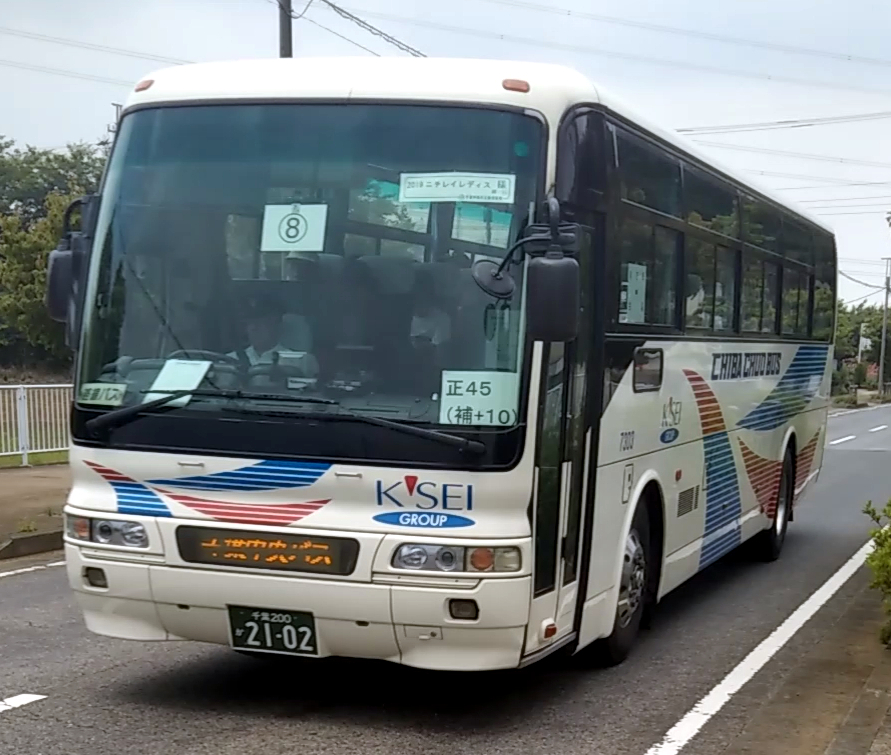
ニチレイレディスのギャラリー輸送には高速バスや観光バスも総動員で輸送に当たる7303号車
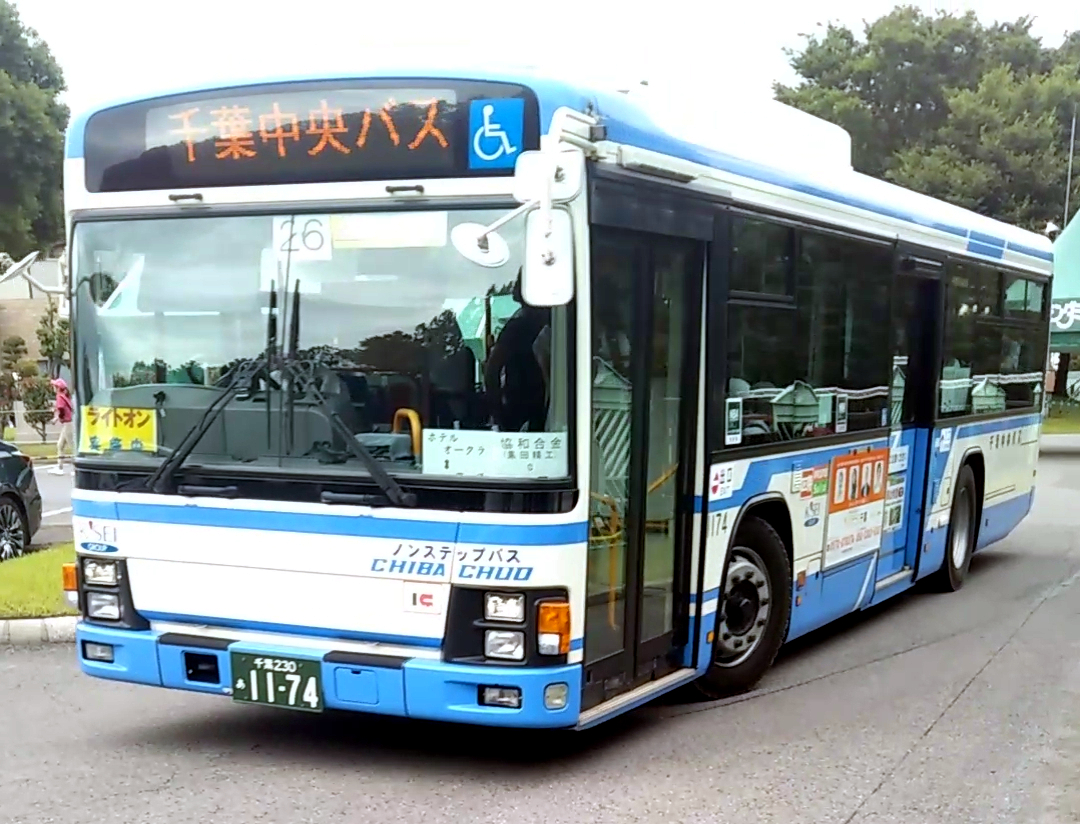
アース・モンダミンカップの会場までギャラリーを乗せて会場に向かう1174号車（2019年6月28日撮影）
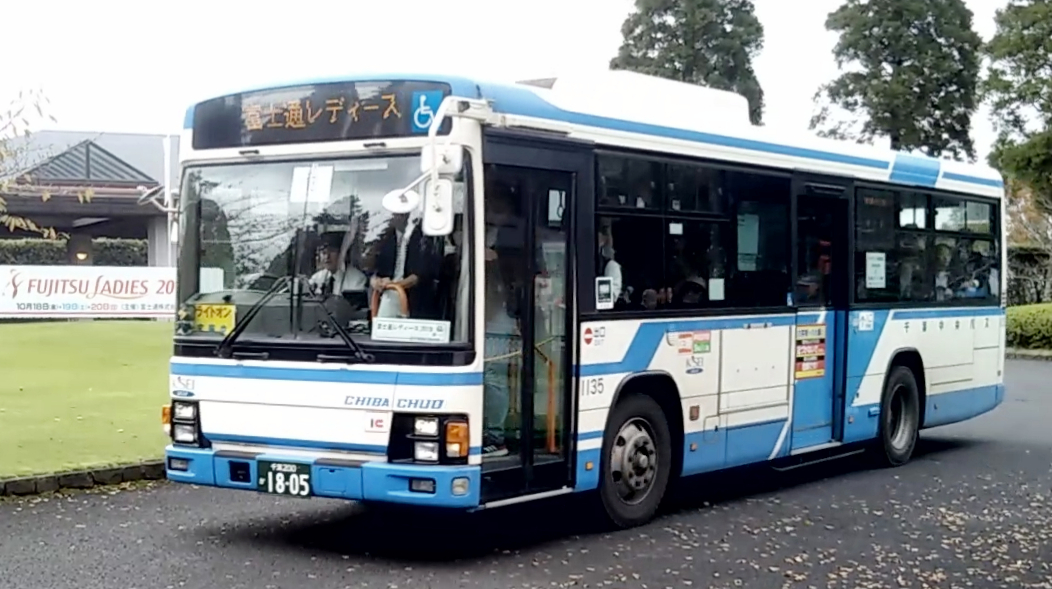
土気駅からギャラリーを乗せて会場に向かうシャトルバス
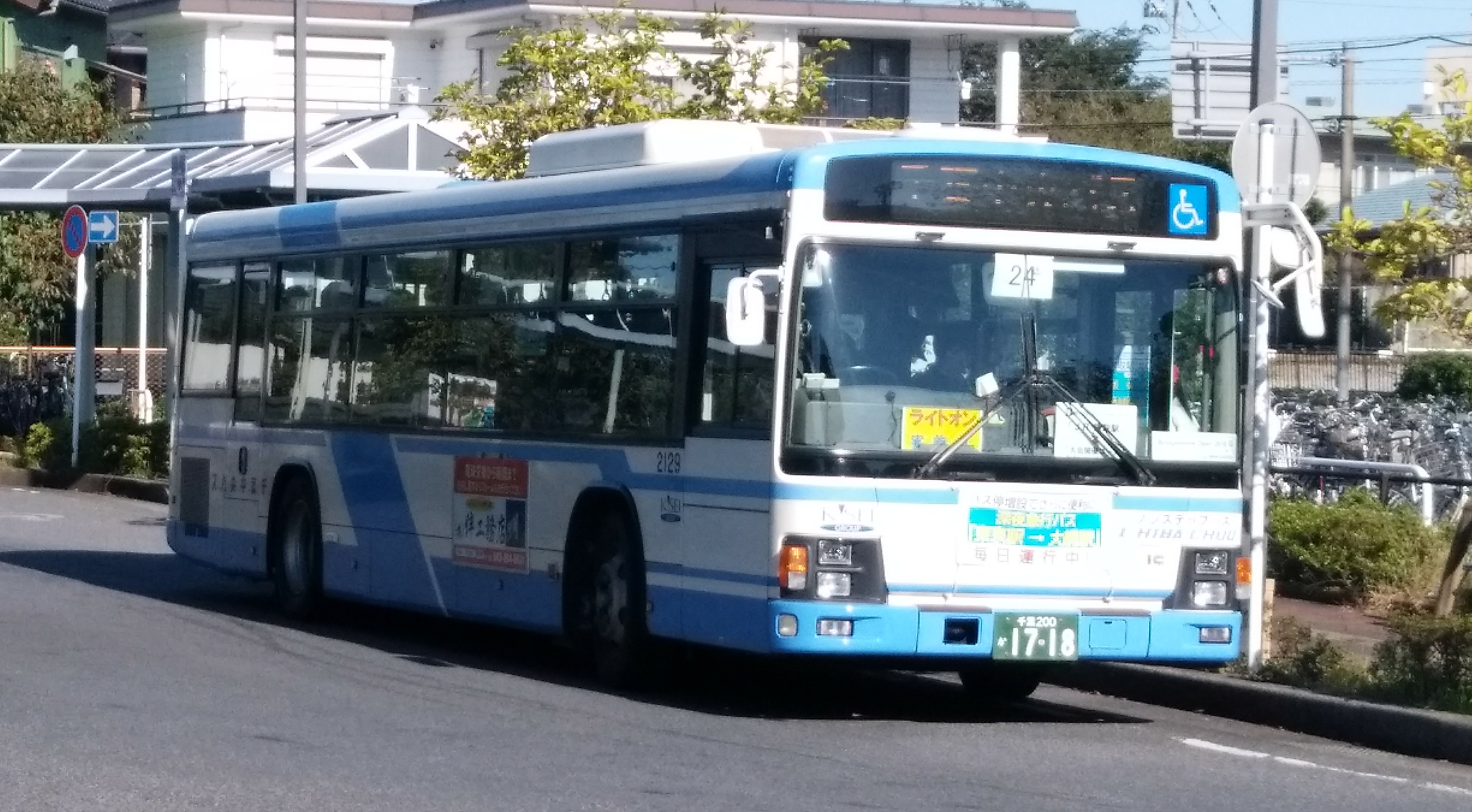
鎌取駅からギャラリーを乗せて会場に向かうシャトルバス
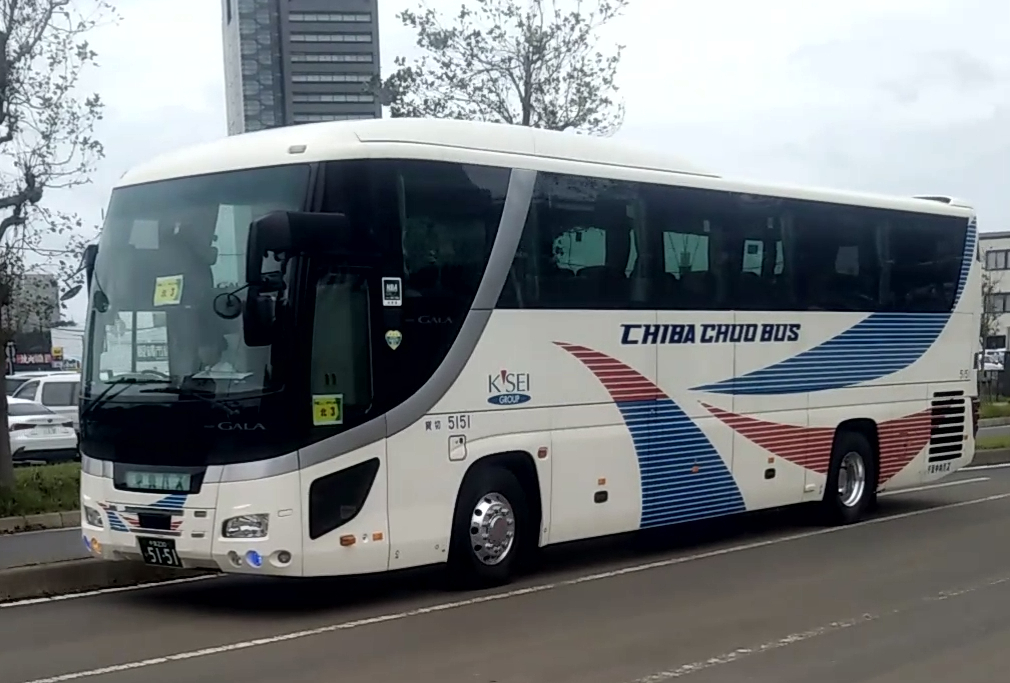
千葉ニュータウン中央駅からギャラリーを乗せて会場に向かうシャトルバス

## デマンドタクシー
いすみ営業所ではいすみ市内においてデマンドタクシーを運行している。

## 廃止路線
旧・千葉中央バス時代の廃止路線は千葉中央バス#主な廃止路線を参照。

## 車両
- 現在走行している車両は、旧千葉中央バス時代のカラーリング車両だが、1両〈千葉230あ2230〉だけ、社名変更後のカラーリングになっている。